# 鳥人戦隊ジェットマン
『鳥人戦隊ジェットマン』（ちょうじんせんたいジェットマン）は、1991年2月15日から1992年2月14日まで、テレビ朝日系列で毎週金曜17:30 - 17:55（JST）に全51話が放送された、東映制作の特撮テレビドラマ、および作中で主人公たちが変身するヒーローの名称。

## 概要
侵略者バイラムと戦うための戦士ジェットマンとなった5人の、戦いの日々や恋愛模様を描いている。視聴率不振だった前作の『地球戦隊ファイブマン』での反省を踏まえ、マンネリ打破の新機軸を取り入れるなど、シリーズ打ち切りの窮地に立たされていたスーパー戦隊シリーズ自体がさらなる転機を迎えた。東映公式では、本作品を『百獣戦隊ガオレンジャー』以前のシリーズのエポックメイキング的な作品としている。
タイトルは決定までに度重なる変更がなされており、オーディション当時の仮題はもっとストレートな『超人戦隊バードマン』とされていたことが、結城凱 / ブラックコンドルを演じた若松俊秀の回想の中で語られている。またメイン監督の雨宮慶太は、放映開始前のニュータイプ誌上で「現在、戦隊シリーズ新作『ジャンプマン（仮題）』の準備をしている」と語っている。

## 特徴
前作『地球戦隊ファイブマン』では、後半こそ持ち直したものの一時は著しい視聴率不振に陥り、シリーズそのものの存続が危惧されていた。東映プロデューサーの鈴木武幸は、当時の戦隊スタッフの一部がダレきった状態で撮影していると感じ、スポンサーに「売り上げは下げさせない」と約束したうえで大胆な革新を試みた。企画書では従来の子供向けというイメージを払拭し、大人の鑑賞にも耐えうるものとすることを掲げている。
中心スタッフには若手が多く起用された。メイン監督の雨宮慶太は、それまでデザイナーとしてシリーズに参加していたが本作品で初めて東映作品のテレビシリーズの監督を務めた。現場に予定調和を持ち込まないため、あえてテレビ撮影経験のない監督を起用することを望んだ鈴木は、周囲からの疑問の声に対して「映画を撮っているから大丈夫」と押し切って雨宮を抜擢したうえ、事前にスーパー戦隊シリーズの雰囲気に影響を受けないよう、下準備に該当する撮影を省いて現場に投入した。テレビ局側からも反対されたほど現場では不安感を抱かれたが、雨宮自身がパイロットの第1話と第2話の絵コンテを全シーン作成したことで、スタッフや局は納得したという。雨宮は鈴木から本作品でシリーズが最後になるかもしれないと告げられたという。同じくスーパー戦隊シリーズではメインライター初登板となった井上敏樹は、自身や雨宮などの若手が選ばれたのは、最後になるかもしれないという自棄からだったのではないかと推測している。特撮監督には、前作でデビューした佛田洋が続投。テレビ朝日プロデューサーの梶淳は、「戦隊は永遠に続くとは限らない」という危機感を持った人間が集まっていたと述べている。
素顔の人間ドラマ
作劇面では「変身前の人間こそがかっこいい」と訴えるための工夫が多くなされている。
まず、「変身後も本名で呼び合う行為」を全編を通して行った（行為自体は前作で途中から行っていた）。本作品も脚本段階では以前のように「変身後はコードネームで呼び合う」予定だったが、田中弘太郎や若松俊秀をはじめとする出演者たちが「これでは不自然」と意見し、変更させたという。変身後も本名で呼び合うスタンスは一部の作品を除き現在に至るまでスーパー戦隊シリーズで定着することになる。さらに、変身後のヒーローが別人格になってしまわないよう、監督の雨宮はアクション側に逃げたり怖がったりする動きを取り入れた。
必ずしも毎回全員が変身するわけではなく、戦闘時に何人かが欠けていることがたびたびあった点も特徴である。例えば、ブラックコンドルとブルースワローが第1話ではバードニックウェーブを浴びるシーンがあるのみで登場すらしなかったのをはじめ、第27話や第49話では戦闘力で劣るホワイトスワンが後方支援に回っている。これについては、戦隊シリーズで常に中心的存在のレッドホークも例外ではなく（第49話ではまったく変身していない）、最終的に全話で変身したのはイエローオウルのみとなっている。雨宮と井上は、毎回ヒーローが変身して武器を用いて戦い、ロボットに乗って敵を倒すという流れをすべて行うことを疑問視し、武器やロボを子供たちに訴求させるのであればギミックにドラマを持たせる必要性があり、これらを出し惜しみすることにしたという。
第22話では、メインライターの井上が周囲に根回ししたうえで「全員が一度も変身せずに終わるシナリオ」を書いたが、スポンサーの反対により頓挫し、戦闘シーンを急遽付け加えた。梶によれば、最終回近くでブラックコンドルの面が割れて凱の素顔が覗くという演出が、当時できる精一杯だったという。しかし当時の挫折を忘れず、翌々年の『五星戦隊ダイレンジャー』で「全員が一度も変身せずに終わる話」を実現させた。
巨大ロボが出てくると話が分断されてしまうという問題を解決するため、戦闘中のコックピットにおけるドラマが多くなっている。
最終回は、Aパートで最後の敵との戦いを決着させ、Bパートで戦いが終わって3年後の元ジェットマンを描いている。

戦うトレンディドラマ
本作品では、これまで戦隊シリーズの中でほとんど排除されていた「男女混合チームの中での恋愛模様」を物語の中心に位置づけて描いたことが大きな特徴である。鈴木武幸によると、かつて彼が手がけた『闘将ダイモス』での経験を生かし、恋愛で高年齢層を取り込む狙いだった。鈴木は提案にあたって周囲から猛反対にあうことを覚悟していたが、反対意見は全く挙がらなかったという。井上敏樹も、かねてからスーパー戦隊シリーズで複数の男女がいながら何も起きないのはおかしいと考えていたことから、絶対にやりたい要素であったとしている。作中で描かれる恋愛の描写がこのように言われるのは放送当時、若い男女の恋愛を描いたドラマが「トレンディドラマ」と称されて人気であったためであり、過去の戦隊全部の特徴をエンディング主題歌の歌詞に織り込んだ『海賊戦隊ゴーカイジャー』（2011年放送）でも本作品のキーワードが「トレンディ」となっている。
具体的にはホワイトスワン・鹿鳴館香に対し、ブラックコンドル・結城凱とイエローオウル・大石雷太が恋愛感情を抱く→しかし、香はレッドホーク・天堂竜に好感情→だが、竜は洗脳されて敵組織次元戦団バイラムの幹部マリアとなったかつての同僚にして恋人・藍リエが忘れられない、という四角関係がストーリーの重要な部分を占めていた。これにより、それまでの戦隊に見られなかったメンバー間の愛憎劇と、戦隊チーム崩壊寸前の危機がたびたび描かれるようになった。その一方、恋愛絡み以外の回では、従来の戦隊シリーズから多く見られるコメディタッチの話が大半を占めていた。後年、鈴木は「結果的にはヒーローもので恋愛というのはあまり強調しないほうがいいということになりましたけれども」と述べている。
アニメとは違い、実写では生身の人間が演じるため、大人の男女の愛憎は戦隊シリーズのコア・ターゲットには分かりにくく、愛情表現の演出もリアルに受け取られてしまう。そのため、視聴者の親から「子供番組であるのに恋愛ドラマでいいのか」という批判的な意見の手紙が多く届いたという。また、バンダイ発行の雑誌『B-CLUB』にも、読者から「どこがいいんですか」「恋愛ごっこのついでにバイラム退治」という批判的な投稿が寄せられている。

敵組織の壮絶な内部抗争
敵組織内での幹部同士の対立という構図自体はこれまでの作品でも何度か見られたが、本作品における敵組織であるバイラムでは、それまでのシリーズとは異なり絶対的な力やカリスマを持つボスが存在せず、4人の幹部がお互いへの信頼関係が皆無なまま常に衝突しあい、終始にわたって組織内部に火薬庫を抱えた構図となっていた。ボスに該当するはずの女帝ジューザは、中盤で登場してわずか2話で退場している。時にはジェットマンとの戦闘中にもかかわらず、自らの野心のために邪魔な相手への妨害行為を公然と行い、結果としてジェットマンに対する勝機を逃すこともあった。後半には自ら支配者と名乗ったトランザに対しても、他の3人は面従腹背であった。これが結果的にジューザとトランザとの決戦の際、成り行きとはいえ「ヒーローと敵幹部による協力攻撃」という、これまでのシリーズでは見られなかった展開を生むこととなる。

演出面
ドラマ性を重視した演出が目立つ本作品には、工事中のビル内を飛行するジェットホークや模型と着ぐるみを一瞬で入れ替えるジェットイカロスの合体シーンなど斬新な特撮も多く、特に従来の戦隊よりも巨大ロボットの活躍に比重が置かれたことで玩具の売り上げも高い結果を残し、後続作品に登場する守護獣や気伝獣などの演出に大きな影響を与えている。
メカニック面でも最初の巨大メカのイカロスハーケンが登場するのは第5話であり、ロボットのジェットイカロスは第6話からの登場になる。また、過去作品に登場していた母艦の類や前2作に登場した基地（要塞）型ロボを登場させず、それに代わる新要素として「サポートロボ」が新たに導入されたのも、本作品からである。同時に、既存のロボの武装として運用されるロボとしてもシリーズ初で、後の戦隊ロボのあり方に大きな影響を与えている。これは、キャラクターに対する視聴者の認識期間が短くなり、新たなキャラクターを投入しなければ飽きられてしまうことからによるものである。また、巨大ロボ戦で大ダメージを受けるとジェットマンの変身が解けることが多々ある。

その他
シリーズ初となる女性司令官の登場や、現行戦隊に取って代わろうとする新組織が身内から現れるといった展開、正邪のレギュラーのドラマが前面に出たこと、前後篇など連続したストーリーが多数見られたことなどから、一般怪人が30体ほどしかいないという点も特筆すべき点に挙げられる。怪人が少ないという傾向は翌々年まで続いた。また、スーパー戦隊シリーズで初めて、アイキャッチ映像に変身前のメンバーが登場した。

## あらすじ
西暦199X年初頭、地球は衛星軌道上に24時間体制で世界中を監視する宇宙基地アース・シップを有す世界規模の防衛組織地球防衛軍スカイフォースによって平和が守られていた。そのスカイフォースでは、太陽系第10番惑星で発見された新元素バードニウムを基に作られた人間の身体能力を強化することのできる新エネルギー・バードニックウェーブが開発され、それを元に人間の力では対応できないような脅威にも対抗できる超人戦士を作り出そうという、鳥人戦士製造計画Jプロジェクトが極秘に進行していた。
プロジェクト責任者の小田切綾は、犯罪や災害が起こると派遣される地上の隊員スカイフォーサーの中から5名の優秀な人物を選抜する。天堂竜は最初の被験者としてアース・シップでバードニックウェーブを浴び、強化人間ジェットマンの第1号であるレッドホークへの変身能力を身に着けた。
しかしその直後、さまざまな次元の世界を侵略してきた次元戦団バイラムの襲撃により、アース・シップは壊滅的な被害を受ける。多くの犠牲者が出るなか、竜の恋人だった藍リエが宇宙空間に消え、竜は小田切長官と共にジェットマシン・ジェットホークで脱出する。
リエを含む残りの被験者が浴びる予定だった4人分のバードニックウェーブは、4条の稲妻となって地球へ照射される。小田切と竜は、バードニックウェーブを浴びた4名を捜し出し、鳥人戦隊ジェットマンとしてバイラムに立ち向かわせようとしたが、その4人はいずれも民間人で、一筋縄ではいかない曲者揃い。5人は戦いの中で時には反目し、時には恋心を抱きながら、バイラムとの戦いに互いの青春を燃やしていく。

## 登場人物

### 鳥人戦隊ジェットマン
バードニックウェーブを浴びて超人的な能力を身に着けた5人の戦士。当初は次世代の防衛を担うスカイフォースの特殊部隊として編成されたが、バイラムの襲撃を受けて竜以外の隊員は全滅してしまう。そのため、実質構成はスカイフォース隊員の天堂竜と、偶然バードニックウェーブを浴びた民間人による混成部隊として活動する。また、初回以降は一部の話数を除き組織についての描写がほとんど見られず、竜を「元スカイフォーサー」と記述している資料も存在する。
名乗り順はレッドホーク→ブラックコンドル→イエローオウル→ホワイトスワン→ブルースワローだが、オープニングクレジットやDVDのジャケットではチーム加入順で描かれている。
天堂 竜（）
ジェットマンのリーダーであり、スカイフォース隊員スカイフォーサーの青年。1965年5月10日生まれ。第13話で26歳になる。
作業ロボットの暴走事件を、スカイフォーサーのパートナーにして、恋人の藍リエと共に解決した功績からジェットマンに任命された。本来なら、リエと一緒にジェットマンになるはずだったが、バイラムの攻撃でリエを喪ってしまう。以降はバイラムへの憎しみを抱きながらも、それに囚われず、地球を守る戦いに身を投じていく。
エリート軍人として訓練を積んだゆえに戦闘力は高く、また戦闘現場でも卓越した判断力を示すなど、戦闘集団の行動隊長としては申し分のない人材。戦士としての実力も第一級だが、自身の影武者アンドロイドを製作したり、テトラボーイの技術を応用して異次元との通信を可能にしたり、ファイヤーバズーカを自動操縦に改造したりするなど、技術者として優れている。
ストイックでプロ意識が強く、公私を混同しないことを己の信条とし、リーダーとしての責任感と平和を守る使命感は強い。しかし、相手の都合を全く考えようとせずに自分の価値観や考えを他のものに押し付けるやや朴念仁な傾向があり、その信念を他のメンバーたちにも求めるため、己の意志に反して戦士となった仲間たちと衝突することも多かったが、次第に彼らとも打ち解けていき、特に正反対の性格である凱とは三魔神との戦いを経て、無二の親友にして相棒になっていった。深層心理に隠された性格は「怠け者」。
酒は飲まず、代わりに砂糖抜きのホットミルクを愛飲。
東北地方出身で田舎には漬物屋を営む祖母の絹代がおり、本人も東北弁で会話する。大学時代はラグビーをやっており、ポジションはウイングであった。
香から好意を寄せられるが、戦士としての生き方やリエへの想いから拒否し、そのために凱と香の仲を発展させようと、お節介な行動をした結果、2人を傷つけてしまった。その後、リエがバイラム幹部のマリアになっていたことを知り、リエが再びマリアになってしまったショックから心を閉ざし、現実逃避してしまうが、凱との友情と心の中のリエのおかげで立ち直り、真の意味で凱たちと仲間になった。
マリアとなったリエを救うためにも戦うようになり、リエに戻すことに成功するが、リエをラディゲに殺されたことで、今度こそ死別してしまう。この後、復讐の鬼となり、チームを脱退し、命を捨ててでもラディゲを倒そうとするが、リエの思いも込めた香の説得により復讐心を乗り越えて、チームに復帰。仲間たちと共にバイラムとの戦いに終止符を打った。
バイラムが壊滅した3年後、凱たちや幻影のリエに祝福されながら香と結婚した。
テレビシリーズ終了後に制作された総集編ビデオ『東映テレビヒーロー図鑑Vol.2 鳥人戦隊ジェットマン』では、授かった子供に「凱」と名付け、妻の香と共に平穏な日々を過ごしている姿が描かれている。

レッドホーク
天堂竜が変身する戦士。
スカイフォーサーとして厳しい訓練を受けているため数多くの技を身につけているなど戦闘技能が高く、中でも剣を使った戦いを得意としている。

結城 凱（）
ギャンブルやサックス演奏で生計を立てている青年。25歳。
何事にも束縛されぬ一匹狼で、いわゆる不良気質であるが、優しさも併せ持ち、使命よりも仲間の人としての幸せを優先させる。根は一本気。趣味はオートバイ・サックス演奏・賭け事と女性と遊ぶこと。タバコも吸い、彼の行きつけのジャズバー「golden gate（）」で、酒（マッカランのストレート）もよく飲む。男と納豆が嫌い。口癖は「これだけは言っておく」。深層心理に隠された性格は「真面目で寂しがり屋のいい子」。愛車はスズキ・TS200R。
当初はジェットマンへの勧誘を拒否し続け、「人類なんか滅んだ方がスッキリする」と言い捨てたことで、竜の怒りを買うが、心の根底にある正義感の強さゆえ、竜の熱意に根負けし、入隊を承諾する。だが、入隊以降も他人に指図されるのと、集団行動や人付き合いを好まず、竜に対してはことあるごとに反発。ついには香を巡っての恋敵にまで発展してしまうが、戦士としての信念を貫く竜のことを認めてもいることから、互いのピンチを助け合うことも多く、サブリーダーになっていった。三魔神事件において、竜と亀裂が生じた末、後述で恋仲になった香を連れて、一時的に脱退するが、リエの件で現実逃避した竜に胸中で抱いていた友情を伝え、彼を立ち直らせるきっかけの一つとなる。
三魔神編で香へのアプローチが実って恋人同士になるが、生き方の違いから破局した。
バイラム壊滅から3年後の竜と香の結婚式当日、花屋で花束を購入する際に偶然出くわした引ったくり犯の男を追跡して盗まれたバッグを取り戻すが、逆上した男にナイフで腹部を刺されてしまう。それでも力を振り絞って結婚式場に足を運び、親友の竜とかつての恋人だった香を祝福。幸福に満ちた2人の姿を見て満足した後、ベンチで一服した後に力尽きて倒れる。享年28。
- メインライターの井上敏樹は、5人のキャラクターをはっきりさせるため強烈なキャラとして凱を出したと述べている。東映プロデューサーの鈴木武幸は、大人っぽすぎるのではないかと危惧していたが、最終的には理解したという。
- 第2話の冒頭では、凱がカジノの女性ディーラーとキスをするシーンがあったが、実質的な初登場シーンには不適当としてカットされた。
- 第32話での凱と香が一夜を共にした翌朝のシーンでは、若松は男側が強く接するシチュエーションではないだろうとの考えからあえてさらっと話しかける演技を行ったが、監督の雨宮からプランは理解するが生々しすぎるとして普段の凱に戻した演技となった。
- 最終話で凱が死ぬという展開は、第18話「凱、死す！」で井上が冗談で凱が死ぬと言っていたことを経て、若松が最終回に取り入れることを提案したものであった。凱を刺したひったくり役をブラックコンドルのスーツアクターである大藤直樹が演じたのも若松の提案である。

ブラックコンドル
結城凱が変身する戦士。
実戦的な荒々しい喧嘩殺法を応用した肉弾戦に加え、剣も得意とする。
グレイの最後の一騎討ちでは、グレイの攻撃でヘルメットが破損して凱の顔が露出した。
- スーパー戦隊シリーズでは初のマスク割れであり、以降の作品でも行われるようになった。監督の雨宮は、このマスク割れについて東映プロデューサーの鈴木から反対されていたが、助監督から聞かなかったことにして撮影を断行したという。

大石 雷太（）
自然と野菜をこよなく愛する農業青年。22歳。
ジェットマンへの誘いを「暴力は大嫌い」と断るが、バイラムにより自分の育てた野菜を荒らされたことにより、戦いに身を投じた。
温厚かつ優しい朴訥な性格だが、怒らせると怖く、卑屈な面もあり、余計な一言を言ってしまうこともある。深層心理に隠された性格は「ツッパリの一匹狼」。家族は祖母のキヨがいる。眼鏡は小さいころからかけている。逆上がりができないほど、運動神経がイマイチだったが、バードニックウェーブを浴びることにより克服。アウトドアにも造詣が深く、原始時代に飛ばされた際はサバイバル能力を発揮し、原始人たちを指導して、壁画に残されるほどに慕われた。
女性メンバーを「さん」づけで名前を呼んでいる。
香に恋心を抱くが、告白する勇気はなく、彼女を見守る道を選ぶ。バイオ次元獣ジクウマンモスのタイムスリップビームで、原始時代に飛ばされた際には香と瓜二つの女性・リーカと出会い、恋仲となるが、自身の時代を守るために彼女と別れる。この一件から、香への恋愛感情は昇華された模様。
料理上手にして、大食漢であり、ストレスが貯まると大食いに走る傾向にある。子供のころ、トマト大王というトマトの怪物が出てくる悪夢を恐れていたことがあり、トランザが差し向けた異次元生命体メタモルの力で現実化したことから、トマトを恐れるようになってしまったが、覚悟を決めて、トマトを食べ続けることで克服。
バイラムとの戦いの後、幼なじみのサツキと結婚した。竜と香の結婚式にはサツキと共に出席。
テレビシリーズ終了後に制作された総集編ビデオでは本人は登場しないものの、天堂夫妻の元に野菜を送り、一緒に送った手紙には自身ももうすぐ父親になることが書かれていた。
- 雷太が着用している黄色いトレーニングウェアは演じる成瀬富久の私物である。

イエローオウル
大石雷太が変身する戦士。
持ち前の怪力を存分に活かした戦いを得意とし、投げ技や相撲技などのパワー戦法や頭突き・体当たりなどの肉弾戦法を用いる。また防御力も高い。
- 「スーパー戦隊のイエローは太っている」というイメージに実際に当てはまる数少ない一人。イエローオウルのスーツアクターを務めた石垣広文は、変身後も体型が変わらないように発泡スチロールを肉襦袢にして詰めていた。

鹿鳴館 香（）
名門鹿鳴館財閥の深窓の令嬢。22歳。
容姿端麗でおしとやかな淑女。偶然バードニックウェーブを浴びてしまったことを契機にジェットマンに加入。精神力は強く、超負けず嫌い。浮世離れした性格をしているが、怒ると怖く、口調も普段のおしとやかなものから乱暴になる。深層心理に隠された性格は「金持ち特有のひがみ屋」。当初はジェットマンを「ジェントルマン」と勘違いしていた。両親はニューヨークに在住しているが、第43話では帰国、登場している。
教育係のじいやから剣道を教えられてきており、スポーツ全般を得意とする。当初はジェットマシンをうまく操縦できなかったり、コンピュータの扱いにも苦労していたが、それらを克服して以降は分析やナビゲーション役も担当するまでになった。
果てしなく激しい戦い、そして竜や凱との恋の中で何度も挫折を味わうものの、精神的に大きな成長を遂げていった。その成長はリエの仇を討つために復讐鬼となった竜を改心させたほどである。
恋愛について、入隊以来竜の強さに惹かれ恋心を寄せていたが叶わず、凱から熱心なアプローチを受ける。第30話以降では凱と恋仲になるが、生き方の違いから破局。北大路グループの御曹司・北大路総一郎と幼いころからの許婚だったが、彼の傲慢な性格を知って婚約を解消している。
バイラムが壊滅して3年後、かつての恋人でもある凱からも祝福されながら竜と結婚する。
雷太やアコを「さん」づけで呼んでいる。

ホワイトスワン
鹿鳴館香が変身する戦士。
銃の名手。パワーでは他のメンバーに劣るが、華麗な動きと一瞬で敵の弱点を突く攻撃を得意とする。

早坂 アコ（）
三原北高校3年生で18歳。
お金好きで、ジェットマンには当初バイト感覚で加わるが、超高額の報酬にはショックが大きかったり、バードニックウェーブの力も悪事に使わずスポーツの助っ人程度と割と小市民的。ちょっと口の悪い面もあり短気でお調子者だが、世話好きなしっかり者。ボーイッシュな面もあり、凱からはおとこ女と言われたこともある。他のメンバーの恋愛沙汰には加わらず（茶化すことは好き）、人間関係を巧みに取り持ったりするなど、最年少ながら成り行きを見守るジェットマンのムードメーカーかつ潤滑油的存在でもある。ただ遠慮知らずで、自分よりずっと年長の他のメンバーをすべて呼び捨てにし、小田切長官のことを「オバン」と呼ぶなど馴れ馴れしくしていた。また、寝相が悪い。深層心理に隠された性格は「涙もろい乙女チック」。バードニックウェーブを浴びる以前は体育の授業もサボるほどだったが、バードニックウェーブを浴びてからはスポーツ万能になる。
隊内恋愛とは一切無縁でキスは未経験ということもあり「色気より欲」というイメージもあるが、第10話ではラーメンオタクの龍田先輩にモーションをかけられており、裏次元人ディメンシアの戦士ダンの積極的な求愛には最終的には本人もまんざらではなかった。変身前にも変身後にも様々な事態でスカートをめくられるなど、セクハラ被害は一番多く受けている。
雷太のことは「雷ちゃん」と呼んでおり（呼ばないときもある）、仲が良く、彼に付き添ったり、助力したりしていた。
バイクの免許はすでに取得しているようで、作中では凱と共にジェットスピーダーに乗っている。また未成年であるにもかかわらず、第6話と第13話では他の成人メンバーとともにシャンパンを飲んでいる。
バイラムの作戦に利用された龍田によって、彼女をイメージキャラクターとするカップ麺「新次元ヌードル陽気なアコちゃん」が発売されたことがある。
恋愛面には関わらなかったこともあり、持ち前の明るさで、ジェットマンというチームとハードな世界観を支え続けた。
バイラムとの戦いの後、アイドル歌手になる。また、竜と香の結婚式では、語り合う竜と凱の写真を撮った。
序盤はショートカットのヘアスタイルだったが、物語が終盤を迎えるころには肩までかかるほどのロングヘアになっていた。

ブルースワロー
早坂アコが変身する戦士。
低空飛行やアクロバット戦法で華麗に戦う。小柄な体格のため動きも素早く、連続攻撃も得意とする。固有技はないが剣技も優れている。
- レインボー造型企画の光輝は、ヒロインであることから従来のブルーよりもスーツカラーを明るくしたと述べている。

### ジェットマンの支援者・関係者
小田切 綾（）
ジェットマンの長官。スカイフォースの幹部にしてスカイキャンプの責任者でもあり、スーパー戦隊シリーズ初の女性司令官である。ジェットマンたちを厳しくも温かく見守る、心強い最大の理解者。33歳。
指揮官としての能力は言うまでもなく、軍人としても一廉の技量の持ち主で、単身で最前線に赴いて銃やロボを用いて戦うこともある。第43話では変身することなく単身ジェットガルーダに乗り、バイオ次元獣ヒルドリルを倒した。また、ロボや新兵器の開発にも携わるなど工学にも造詣が深い。
たびたび起こる戦隊内部のいざこざにも、ただ沈毅で通しているように見えるが、戦いが続く5人を休暇のために旅行へ連れて行ったりと、折に触れて思いやりのある性格を垣間見せることもある。一方で、完璧な人生を自負しているため、恥をかかされるとすさまじい怒りを示す。またキャリア志向のエリート女性である一方、結婚願望も持っているようである。
竜たちと同様に飛行服を着ることもあるが、基本的には常に制服姿で通している。初期の地上での移動時は、マツダ・RX-7（FC3C カブリオレ）を使用していたこともある。
バイラムとの戦いから3年後、竜と香の結婚式に出席。

一条総司令（）
第40・41話に登場。スカイキャンプの新司令官として、ネオジェットマンとともにやってきたスカイフォースの幹部。自分を差し置いて鳥人戦隊長官に小田切が任命されたことを根に持っており、そのことへの復讐として彼女の部下であるジェットマンの追放を画策する。
上層部に根回しを済ませた上で小田切から鳥人戦隊の指揮権を剥奪するなど、政治力には長けているが、同時に悪い意味の軍人気質の塊でもあり、竜以外は民間人出身者で構成されるジェットマンをあからさまに見下し、正規の軍人からなるネオジェットマンの優位性を示すことに強いこだわりを見せる。またネオジェットマンに対しても、彼らの成果が自身の意にそぐわぬものであった際には邪険に扱い、窮地に際しても見殺しにしようとするなど、完全に使い捨ての道具としか見ておらず、竜からも「指揮官としての資格はない」と糾弾されたように、一貫して指揮官としての資質が欠如した人物として描写されている。
そうした人間性は、隕石ベムが基地に侵入するという緊急事態においても全く変わらず、「自分は指揮官だから」という理由で戦闘への参加を拒否したのみならず、自ら追放した竜たちを呼び戻そうとしたり、ネオジェットマンや小田切を捨て駒にして自分だけ助かろうとするなど、どこまでも自己中心的な言行に終始。その結果、竜たちや小田切のみならず、自らの手駒であったはずのネオジェットマンからも見放される格好となった。
隕石ベムに襲われながらも命は取り留めたものの、それ以降の動向について作中では触れられていないが、隕石ベムが倒された後で小田切が「二度と立ち直れない」と、一条が再起不能に陥ったことを示唆する台詞を残している。

じいや
本名については作中では言及されていないが、鹿鳴館家に仕え、香を幼いころから世話している。ジェットマンとしての香の戦いに直接的には関わらないものの、最初は反対しながらも200億円分のダイヤを買い占めさせ、それをアコに見せつけ元に戻す作戦に協力したり、ウラナイジゲンの策略で戦いに恐怖する香に、幼いころに作った「香ちゃん憲法」を引き合いに立ち直らせるなど、温かさと厳しさをうまく兼ね揃えながら彼女を見守る。彼もまた、香同様にジェットマンをジェントルマンと勘違いしていた。

#### ネオジェットマン
第40・41話に登場する第2の鳥人戦隊。メンバーは、J1 - 5と呼ばれており、J1をリーダーとする正規の訓練を受けたサイボーグ戦士によって構成されている。隕石ベムによって窮地に陥るジェットマンの前に、一条総司令と共に現れた。
ジェットマンがバードニックウェーブを力の源にしているのに対し、ネオジェットマンは右胸に埋め込まれたバードニック反応炉を力の源にしていることからエネルギー切れの心配がない。またジェットマンのような変身描写はなく、黒のアンダースーツの上から軽装のアーマー、鳥の意匠をあしらったヘルメットを着用。標準武器は左胸のホルスターに携行している光線銃のネオシューターと右腰のホルスターに2つ携行している手榴弾のネオマイン。個人武器として、J1は剣のネオソード、J2は鎖鎌のネオスティンガー、J4はブーメランのネオスライサーを持つ。個人武器を持っていないJ3とJ5は、前者は徒手空拳、後者はネオシューターを主体としている。必殺武器は左右に砲門を備えたバズーカ砲のフレアーバスター。初陣では隕石ベムを退けるも、ジェットイカロスを操縦しての巨大戦では苦戦を強いられ、スカイキャンプに隕石ベムが侵入した際にも終始劣勢に立たされるなど、戦闘経験の不足ぶりを露呈する場面も散見された。
当初は一条を絶対視し、彼同様に竜たちを見下していたことから、巨大戦で彼らに助けられた際にも礼を失した態度を取り、スカイキャンプから追放された後は正式に自分たちがジェットマンに取って代わろうとした。しかしスカイキャンプに侵入した隕石ベムの圧倒的な力と、一条の身勝手な行動で危機に追いやられる中、変身能力を失ってもなお自分たちを助けようとする竜たちの姿に、彼らこそ真のジェットマンであると考えを改め、反応炉の全エネルギーを譲渡し変身能力を復活させた。

### その他の戦士たち
裏次元ディメンシアの戦士
第23・24話に登場。バイラムに滅ぼされた裏次元世界ディメンシアの最後の鳥人戦隊たち。3人でバードガルーダに乗って裏次元からやって来た。地球人よりも体が弱いが、鳥人への変身能力を持っている。
- メインライターの井上は、ディメンシアの戦士を登場させたことについて「我ながらナイスアイデア」だったと述べている。

レイ
裏次元戦士のリーダー格で真面目な性格。当初から地球人との共闘を考えており、ジェットマンと協力してイカロスとガルーダを改造し、グレートイカロスへの合体を可能にするが彼自身はその姿を見ることなく、イカロスの救援に向かった際にラディゲに倒される。
カンナ
裏次元戦士の紅一点でレイの恋人。地球で幸せになりたいと願っていたが、レイと同様にラディゲに倒される。
ダン
裏次元戦士では最年少の弟分的存在で、彼だけは青い服を着ている。明るく軽い性格でアコにちょっかいを出す。また、他のみんながロボの改造にかかりっきりの時も仮病を使ってアコと2人っきりになり、デートに連れ出すなど子どもっぽい面も多い。レイとカンナがラディゲに殺されたうえにバードガルーダも奪われたため、変身してラディゲとの激闘の末ガルーダを奪還するがその際に重傷を負い、アコに見守られながら息を引き取り死亡した。
- 鳥人ダンのデザインは、雨宮慶太のラフスケッチを基に企画者104の河野成寛が担当した。雨宮は頭部を羽毛で作ることを想定していたが、予算的に難しいため変更された。

裏次元ベルセルクの戦士
第29話に登場する、バイラムに滅ぼされた裏次元ベルセルクのただ2人の生き残り。手にした物体を武器に変化させる能力を持つ。その能力を捨てた時に、1人の人の命を救うことができる。
ルー
ベルセルクの女戦士。バイラムに復讐するために地球にやって来た。ラディゲと互角に戦う実力を持つ。紆余曲折を経て復讐心と能力を捨て、負傷した竜を救う。
デュラン
ルーの幼馴染であり、恋人。ルーの暴走を止めるために地球にやって来た。ラディゲの罠にかかってバイオ次元獣ヨロイスネークにされるも、ジェットマンの活躍で元に戻り、能力を捨てたルーと共に地球を去る。

## ジェットマンの装備・戦力

### 共通装備
装備は全てメンバー共通であり、個人別の専用武器はない。手持ち武器は変身前でも使用可能。
クロスチェンジャー
ジェットマンの5人が両腕に装備している変身用のブレス。右腕用のエンブレムフォーメーションと左腕用のコレスポンダーからなる。「クロスチェンジャー」の発声と共にエンブレムフォーメーションの真ん中を押すと、鳥の頭と翼が飛び出し、変身する。コレスポンダーは通信機であり、変身には用いられないが、ジェットマシンを合体させるために必要なマシンコントロールキー・バードロックを搭載しており、コンソールにはめ込むことで合体する。
バードニックスーツ
ジェットマンの体を守るバードニウム・ポリマー繊維製の強化スーツ。バードニックウェーブを浴びた5人の身体を変身前から透明の皮膜状態で覆っていて、変身時にブレスからのコードシグナルによって可視化すると同時にエンブレムフォーメーションからヘルメットが射出される。ジェットマンに500kgのパンチ力などの強靭な身体能力と30メートル以上のジャンプ力、ジェットウィングを与える。
基本的にはクロスチェンジャーを起動して装着するが、ソウジキジゲン戦の凱とラディゲとの最終決戦に1人で臨んだ際の竜はクロスチェンジャーを使わずに装着した。
ジェットウィング
基本装備。背面から上腕にかけて隠されている小さな翼。展開することで飛行することができる。
バードブラスター
基本装備のレーザー銃で鳥を模している。通常は右腰のホルスターに装備。空気中のイオンをプラズマ化した高エネルギービームを左右の銃口から発射。一撃で1メートル四方の鉄の固まりを溶かす。
第38話でレーザートカゲのバイオ次元虫を捕獲する際には、中央部から冷凍ビームを発射した。
- シリーズ初の動物を模した共通武器である。当時バンダイのデザイナーであった野中剛は、バードブラスターの玩具売上が良かったことを証言しており、翌年自身が担当した『恐竜戦隊ジュウレンジャー』でもこれを踏襲して恐竜の顔を模しており、以後も定番化していった。

ブリンガーソード
基本装備の剣で鍔の部分は鳥の翼を模している。通常は鍔を折り畳み、刃を収縮した状態で左腰のホルスターに装備。ダイヤの7 - 8倍の硬度を持ち、耐熱性にも優れ軽量なバードニウムを用いた特殊金属バードナイト特殊鋼製。刀身にプラズマエネルギーを発生させることで切れ味を上げ、戦車をも切り裂く。レッドのもののみ柄が長くなっている。
記憶が戻ったリエは、この武器を用いてラディゲの背中に傷を付け、その傷がジェットマンに勝利をもたらす要因となった。
第47話ではラディゲ人間態の助力を得たレッドホークがブリンガーソードに2人のエネルギーを込めて、トランザのバイオガンのエネルギーを押し返し、バイオガンの破壊に成功した。
ウイングガントレッド
基本装備のガントレット。重力制御装置によって重力波を噴出し、右腕のパンチ力を強化する。先端のGジェネレーター（重力発生装置）から最大150Gの衝撃波を発生させて敵をはね飛ばすことも可能。先端部の左右の銃口からは重力波光線のウイングビームを放つ。
合体ラモンや隕石ベムとの戦いでは、レッドホークがウイングガントレッドを放った後、ブラックコンドルとイエローオウルが同時にウイングガントレッドを放ち、最後にホワイトスワンとブルースワローがウイングビームを放つ合同技を披露した。
ビークスマッシャー
追加装備の光線銃。先端の二つの銃口から物質の分子構造を破壊・消滅させるフェザー光線とモーションチェイサー機能で反射しながら敵を記憶し、敵を追尾する光線を発射。「シューティング」と叫びながら放つこともある。第33話から登場。
設計者の相沢博士がアースシップ壊滅時に死亡したためにエネルギー回路が未完成のままだったが、粘着ゴキブリの粘着剤でジェットストライカーが動けなくなり、ファイヤーバズーカが使用できなくなった事態を打破すべく、小田切が開発を再開。相沢の遺児である美加の記憶に隠されていた設計図により完成した。
小田切も粘着ゴキブリや隕石ベムとの戦いで使用し、血のヒトデが竜から離れて香に襲い掛かろうとした際には、血のヒトデを撃ち落として倒している。
ジェットハンドカノン
バードブラスターの後部にブリンガーソードを「セットアップ」の合図で合体させたエネルギー銃。ブラスターとソードに蓄えられた破壊エネルギーを一気に放出し、半径10メートル以内の物を蒸発させる。
ジェットハンドカノンを「シュート」の合図で5人同時に発射する必殺技のバードボンバーは5つの光線が一体化して球体状の大型エネルギー弾となり、命中した相手を巨大なエネルギー球に包んだ後、ガラスのように割れて、ダメージを与える。一度撃つと、30分間使用不能になるのが弱点。初使用となった次元虫（母虫）戦では、レッドホークに命令されることが気にいらないブラックコンドルが加わらなかったことから反撃を許してしまい、それにより、ブラックコンドルもバードボンバーに参加したことで、ようやく倒すことができた。このため、正式使用はジャグチジゲン戦からとなった。粘着ゴキブリ戦では、使用不能のファイヤーバズーカの代わりに、ウイングビームを加えて威力を強化するも通用しなかった。
スマッシュボンバー
バードブラスターの後部に変形させたビークスマッシャーを「ビルドアップ」の掛け声と共に合体させたレーザーライフル。威力はジェットハンドカノンのバードボンバーの3倍。
5人同時で撃つスマッシュボンバーは、5つの光線が一体化して球体状のエネルギー弾となる。その威力はファイヤーバズーカに匹敵。第33話から使用。

### 個人技
レッドホーク
ウイングパンチ
ジェットウイングをはばたかせながらパンチをたたき込む。
飛行斬り
ジェットウイングを展開させて空に舞い上がり、ブリンガーソードで斬る。ファイタージゲンに使用。
飛行シュート
ジェットウイングで飛行しながらバードブラスターで敵を撃つ。

ブラックコンドル
コンドルフィニッシュ
空中からブリンガーソードで十字に斬る。ソウジキジゲンを倒し、魔神ムー相手にも使用。

イエローオウル
岩石落とし
大きな岩を敵に投げつける。ファッションジゲン戦では連続で放って倒した。
必殺つっぱり
相撲の張り手攻撃。

ホワイトスワン
スワンウイング
ジェットウイングをマントのようにはためかせて、衝撃波で敵を吹き飛ばす。
スワニーアタック
急降下しながら、ウイングガントレッドでパンチを放つ。ウラナイジゲン相手に使用。

ブルースワロー
クロスチョップ
空中から放つフライングクロスチョップ。アクロバットな動きで敵を翻弄してから放つこともある。

### 合同技
コンドルオウルタワーリングアタック
ブラックコンドルとイエローオウルのコンビネーション技。イエローの肩を踏み台にしてブラックがブリンガーソードを決め、連続してイエローが岩石落としを決める。第14話でのカメラジゲン戦で使用。
ダブルキック
ホワイトスワンとイエローオウルのコンビネーション技。空中で手を繋ぎ、同時にキックを放つ。ジャグチジゲン戦では、ホワイトスワンとブルースワローで放った。
スワン・スワロークロー
ホワイトスワンとブルースワローが敵に抱きつき顔面をひっかきまくる。
ジェットマンの真の力
5人で空に舞い上がり、空中で巨大な火の鳥となって敵に突進する。ラディゲとの最終決戦で使用し、ダメージを与えることができた。

### メカニック
ジェットストライカー
レッドホーク専用の赤い戦闘バギー。第6話から登場。
水素を燃料としたハイドロプラズマエンジンを搭載する。ブースターにより、30メートルのジャンプが可能。自動操縦機能も持つ。
武器はロケットランチャーとボディ先端の2門の機銃。
第14話で小田切の指示を受けた竜の手で改造されたことで、150万度のプラズマ弾を放つ必殺武器ファイヤーバズーカへの変形が可能となった。
ファイヤーバズーカ
ジェットストライカーが変形した必殺プラズマバズーカ砲。レッドホークの呼びかけで、変形したジェットストライカーを5人で抱え上げる。レッドホークの「ファイヤーバズーカ・スタンバイ」とレッドホーク以外の4人の「OK」の掛け声と共に、大気中から吸収したイオンと5人のエネルギーをバズーカ内に注入して、エネルギーを融合してプラズマ化させ10万気圧、摂氏150万度のプラズマ光弾プラズマブレットを精製。レッドホークの「スコープ・ロック」の掛け声と共に標的を捕捉。レッドホークの「ファイヤーバズーカ」と全員の「ファイヤー」を合図に発射し、発射されたプラズマブレットは火の鳥の形状となる。5人揃わなくても発射は可能だが、威力は低下し、プラズマブレットも火の鳥の形状にはならない。発射時の反動も大きく、レッドホークが単独で使用した際は反動でレッドホークも吹き飛ばされてしまった。
第14話において、カメラジゲンと盾役のグレイに同時にダメージを与えるために投入。初使用時は仲間たちがカメラジゲンの手で写真に変えられていたことから、レッドホーク単独での発射となるが、グレイの右腕を吹き飛ばし、カメラジゲンにもダメージを与えることに成功した。第25話でのライトアルマジロとの1戦目ではブラックコンドル抜き、第31話での魔神戦ではブラックコンドルとホワイトスワン抜きで使用。第34話と第42話でのグレイ戦において、レッドホークを除いた4人で使用した際には、ブラックコンドルがレッドホークの役割を担当した。最終決戦では竜の手で改造され、射手を必要としないオートコントロール機能を与えられたが、パワーアップを果たしたラディゲの口からの破壊光線によって破壊された。

ジェットスピーダー
ブラックコンドルとブルースワローのオフロードバイク。各々のパーソナルカラーが用いられている。第6話から登場。
最高時速360キロメートル。ジェットストライカー同様に自動操縦機能を搭載し、荒地も走行可能。
武器はミサイルランチャー（劇中未使用）。
ブルースワローはジェットバンサーの荷台に乗ることのほうが多く、ブラックコンドルも自分のバイクを使用することが多いため、使用頻度は高くない。第25話において、ブラックコンドルはジェットスピーダーの自動操縦機能を活かした奇襲攻撃でグレイを退けている。
ジェットバンサー
イエローオウルとホワイトスワンの黄色のピックアップトラック。運転はイエローオウルが担当。第2話から登場。
ハイパーガスタービンエンジンを搭載する。荷台にジェットスピーダーを搭載しての運搬も可能。最高時速400キロメートル。
武器は車体上部と荷台に設置された三門のプラズマガトリング砲。ライトは赤外線を発するスキャナーにもなる。プラズマガトリング砲の射手は主にアコが務めているが、竜が行うこともあった。最終決戦において、ラディゲとの戦いで窮地に陥った竜を間一髪救った。

### ジェットマシン
ジェットマン各戦士の特性が反映された5機の特殊戦闘機で鳥の頭部を持つ。外装はバードナイト特殊鋼製。動力として太陽系第10番惑星を構成する反物質を利用した対消滅エンジンを搭載している。ジェットホーク以外の4機は第4話から正式登場。
各ジェットマシンにはローマ数字で「I」から「V」までの数字がナンバリングされており、ジェットマシンには変身しなくても搭乗することが可能。生身でジェットマシンに搭乗する際、ジェットマンはフライトスーツとヘルメットを着用する。
- 特撮監督の佛田洋によれば、ストーリーに絡めた空中戦を描くことが目指されたが、1年間のバンクも撮らなければならないため序盤の訓練シーンが設けられたという[68]。

ジェットホーク
ジェットマシン1号機。レッドホークが搭乗する赤い鷹型戦闘機。ジェットマシンでは最も各スペックのバランスがとれている。
武器は垂直尾翼基部に備えている2門の光弾砲プラズマホークカノン。
ジェットイカロスでは頭部と胴体、グレートイカロスでは頭部を含めた胴体中心部、イカロスハーケンでは先頭部になる。
第1話では小田切が操縦し、竜を連れて壊滅するアース・シップより脱出している。第40話ではJ1が操縦した。
- 第2話では従来のような3機編隊の敵戦闘機との戦闘と差別化するため、ファイタージゲンが敵として設定され、空中戦の描写が設けられた。

ジェットコンドル
ジェットマシン2号機。ブラックコンドルが搭乗する黒い禿鷹型戦闘機。ジェットマシンでは最高のスピードを誇る。
武器は両翼に三門ずつ備えている光弾機銃コンドルバルカン。機首には重力波発生装置を内蔵。体当たり技のマッハタックルは第4話の訓練時に使用。ジェットホークの合同技はプラズマホークカノンと同時発射するダブルジェットビーム。
ジェットイカロスの右足、イカロスハーケンでは中心部右側、グレートイカロスでは左腿になる。
第40話ではJ2が操縦した。
ジェットオウル
ジェットマシン3号機。イエローオウルが搭乗する黄色い梟型VTOL戦闘機。高出力の機体。
武器は翼の内側に一門ずつ装備されている光弾機銃のオウルスマッシャー。機体下部にはマジックハンドを装備。マジックハンドは100トンの物体を持ち上げることが可能で、それを活かして、岩を落下させる岩石落としを繰り出す。オウルスマッシャーは劇中未使用。
ジェットイカロス、グレートイカロスの右腕、イカロスハーケンでは右翼部になる。
第40話ではJ4が操縦した。
ジェットスワン
ジェットマシン4号機。ホワイトスワンが搭乗する白鳥型戦闘機。高性能レーダーを装備し、索敵能力に優れる。
武器は頭部の側面に一門ずつ装備されている光弾機銃のスワニーパルサー。
ジェットイカロスの左足、イカロスハーケンでは中心部左側、グレートイカロスでは右腿になる。
第40話ではJ5が操縦した。
ジェットスワロー
ジェットマシン5号機。ブルースワローが搭乗する青い燕型戦闘機。運動性能に優れ、アクロバット飛行を得意としている。
武器は光弾機銃のスワローシャワー（未使用）と翼を分離して飛ばすウイングカッター。
ジェットイカロス、グレートイカロスの左腕、イカロスハーケンでは左翼部になる。また、ウイングシールドも形成。
第40話ではJ3が操縦した。

### 巨大戦闘機
イカロスハーケン
第5話から登場。5機のジェットマシンが「合体！ジェットスクラム」のコールで合体した巨大重爆撃戦闘機形態。主翼と垂直尾翼を収納したジェットホーク後部に変形した他の4機が接続される形で合体。
必殺技は接続した全機のエンジンで対消滅プラズマを発して機体を燃えあがらせ、マッハ15で火の鳥となって敵に体当たりするジェットフェニックス。
この形態からジェットイカロスに変形することや、逆にジェットイカロスの状態からイカロスハーケンに変形することも可能。
- 玩具「天空合体DX超合金ジェットイカロス」ではオリジナルのキャリアパーツを装着することで、ディスプレイすることが可能。

バードガルーダ
第23話から登場。鳥型の巨大戦闘機。表次元と裏次元の間を自由に航行することもできる。バイラムに対するレジスタンス活動を行っていた裏次元世界ディメンシアの戦士たちが建造したもので、後にジェットマンに託された。当初は3人乗りだったが、5人乗りに改造された。
武器は機体下部に装備された2門ミサイルのガルドバルカン、口から放つ冷凍光線のダイヤブリザード。翼の超振動ブレード攻撃のウイングスラッシャーもあるが、劇中未使用。
ハイパーハーケン
第32・34話に登場。イカロスハーケンとバードガルーダが「合体！ハーケンスクラム」のコールで合体した超巨大戦闘機。この形態からグレートイカロスに変形することや、グレートイカロスの状態から本形態に変形することも可能。
ボディ下部2門の砲身から強力破壊ビームハイパーバスターを発射。
必殺技は亜光速で飛行しながら、光に包まれた状態で体当たりするハイパー・G・アタック。
第34話では、テトラボーイからの発信信号を手がかりに次元を飛び越える能力を発揮し、バイロックへの潜入を果たした。
- シリーズ初のロボット形態以外での1号ロボと2号ロボの合体形態である。デザインは『スパイダーマン』のマーベラーをイメージしている。
- 玩具ではバードガルーダとイカロスハーケンを固定用のディスプレイ台座にセットして完成させる。

### 巨大ロボ
ジェットイカロス
第6話から登場。5機のジェットマシンが「合体！スクラムウイング」のコールで合体した巨大ロボ。装甲はバードニウム合金製。胸部にはジェットマンのエンブレムが刻まれている。合体のみならオートコントロールでも可能だが、その場合は本来の強さが発揮できない。第43話では小田切の体内に寄生したヒルドリルを退治すべく、ミクロ化を行った。操縦は竜が行うが、不在の場合は凱が行う。最終回でグレートイカロスから分離した際はジェットガルーダを操縦する竜を除いた4人と小田切が操縦し、竜が座る位置に凱が、凱が座る位置に小田切が座っていた。
多彩な武器を装備しており、刀身に対消滅プラズマを放出して敵を切り裂く剣のバードニックセイバー、厚さ5メートルの鋼鉄板を切り裂く2本の投げ短剣ジェットダガー、薙刀のジェットランサー、ジェットランサーとジェットダガーを合体させたトライランサー、20メートル四方の鋼鉄の固まりを切断する斧のイカロスアックス、戦車を一撃でたたきつぶすハンマーのイカロスマグナ、電流も流せる巨大鎖分銅のイカロスクラッシャー、ジェットスワローの主翼が変形した盾のウイングシールド、マッハ2の速度で放つロケットパンチのショットパンチャーを使用。この他、ジェットオウルの両翼ならびにオウルスマッシャーを変形させた二連ビームガン・ウイングレーザーを持つが、劇中では未使用。第6話の凱のセリフによれば、ミサイルも装備しているが使用例はない。
必殺技はバードニックセイバーの刀身を発光させた状態で滑空しながら左から右に横一線に水平に斬り裂くというもので特に技名はない。第51話では滑空・横一線せず、左腕を落とされた状態でラゲムの背中の傷をジェットガルーダもろとも貫いた。第20話ではイカロスクラッシャーでソウジキジゲンに止めを刺している。
小田切いわく「地上最強のロボット」であり、次元獣相手には苦戦することは少なかったが、バイオ次元獣を初めとした次元獣以外の相手には苦戦を強いられることが多く、腕（主にジェットスワロー合体部）を通算で5回も切り落とされたり、攻撃を受けただけで操縦者の変身が解除したり、バードニックセイバーが折れる、溶けるといった描写が何度も見られた。また、バイオ次元獣を単体で倒したことはなく、ネオジェットマンが操縦した際は実戦経験が乏しいこともあり、隕石ベムに対して太刀打ちできなかった。
ジェットガルーダ
第23話から登場。バードガルーダが「変形！ジェットガルーダ」のコールで変形した巨大ロボ。全身の装甲は表次元には存在しない特殊元素ガルドニウム製。人間的な頭部を持たない特異なデザインで、インド神話の「ガルダ」をモチーフにしている。ジェットマン以外では元の持ち主であるディメンシアの戦士たち、彼らを殺害して強奪したラディゲと地球以外の次元の出身者たちが操縦し、ジェットマンの2号ロボになってからは小田切が単独で操縦したこともある。
装備・技は稲妻状の破壊光線ガルドビーム、右足で繰り出す飛び蹴りのブーストキッカー、全エネルギーを放出することで胸から放つ熱線ビームのガルーダバースト。目の部分には透視光線のガルドサーチャーを備えている。
必殺技は両腕のカギ爪にエネルギーを集めて発光させ、空中から敵を×字に切り裂くガルーダクロー。
最終決戦では、第43話同様小田切が操縦して参戦。グレートイカロスの合体解除後は、竜が単独で操縦して、ラゲムの鎧となったバイロックを破壊、ラゲムを拘束。ジェットイカロスのバードニックセイバーで共に貫かれ、ラゲムもろとも爆散して、残骸となった。
- 設定上はジェットイカロスよりかなり大きいが、作中では同等の大きさとして扱われている。玩具でもジェットイカロスより大きいが、元バンダイ社員の野中剛が当時の担当者から聞いたところによれば、これはハイパーハーケン形態からの逆算であったという。

グレートイカロス
第24話から登場。ジェットイカロスとジェットガルーダが「合体！グレートスクラム」のキーボイスで合体した巨大ロボ。2大ロボが右腕を交差させた後、ジェットイカロスの後ろにジェットガルーダが立ち、2体とも分離。ジェットガルーダの胴体部内にジェットイカロスの胴体、ジェットガルーダの両手足内にジェットイカロスの両手足が合体し、ヘッドギアを被る。「完成・グレートイカロス」の発声を行う。セミマルに対抗すべく、ジェットマンとディメンシアチームが共同で改造を行い、合体可能となった。極めて高い防御性能を持つ。
頭部からはグレートビーム、胸の円形部からはブレストビーム（未使用）を発射。
必殺技は胸部のエンブレムから発する超高温・超高圧光線バードメーザー。ベロニカ戦とラゲム戦で通用しなかった際には、直撃したメーザーのエンブレムの形が崩れるというかたちで表現された。
第31話でのイエローのセリフによるとブラックとホワイトがいないため、合体できないとされていたが、第27話と第48話ではホワイトやレッドを欠いた4人で合体を果たしている。初合体時はガルーダを操縦していたダンは合体完了後、ブルーに連れられて、彼女と一緒の操縦席に座っていたが、最終回でガルーダを操縦していた小田切が搭乗した際は後部の固定式の座席に座っていた。
- デザイン画では、ジェットコンドルとジェットスワンの位置がジェットイカロスと同様であった。

テトラボーイ
第31話から登場。ジェットイカロスとジェットガルーダのサポート用に小田切長官が開発した青い3号ロボ。ニューロコンピューター内蔵の無人による自動操縦式サポートロボで、素早い動きによるパンチやキックなどの攪乱戦法を得意とする。武装はなく、テトラパンチやテトラキックなどの技で戦う。
「テトラフォーメーション」や「変形・テトラバスター」のコールで4連装バズーカ砲のテトラバスターに変形。ジェットイカロスやジェットガルーダの武器となり、超強力プラズマタキオンビームを上下左右の砲口から発射。グレートイカロスとの合体技として、テトラボーイをバードメーザーに取り込んで放つ戦法があり、この技でベロニカを破った。
第34話では竜がバイロックに侵入するためのトロイの木馬とし、第39話では凱がグレイとルーレット勝負をした際には、気づかれない程度にカジノバーを傾けることで、凱に勝利をもたらしたり、戦闘以外でも活躍している。
最終回では自身のパンチでラゲムの弱点を発見するも、拘束された状態で両腕を切断されて機能停止してしまう。
- 玩具ではグレートイカロスにも装着可能で、オリジナルギミックとして付属のグリップをテトラバスターに付けることで人の手で持てる、なりきり玩具の面を持っていた。また、玩具オリジナルの形態として弾丸とグリップが付属した「ガンモード」に変形が可能。

### スペック
ロボットの重量設定はシリーズ他作品よりも小さいものとなっている。
| 名称                 | 全長   | 重量   | スピード             | スピード             |
| -------------------- | ------ | ------ | -------------------- | -------------------- |
| ジェットストライカー |        | 120 kg | 500 km/h             | 500 km/h             |
| ジェットホーク       | 29 m   | 15 t   | マッハ7              | マッハ7              |
| ジェットコンドル     | 35.2 m | 20 t   | マッハ10             | マッハ10             |
| ジェットオウル       | 24.9 m | 21 t   | マッハ2              | マッハ2              |
| ジェットスワン       | 35.2 m | 24 t   | マッハ4              | マッハ4              |
| ジェットスワロー     | 24.9 m | 14 t   | マッハ8.5            | マッハ8.5            |
| イカロスハーケン     | 43.3 m | 94 t   | マッハ12             | マッハ12             |
| バードガルーダ       | 54 m   | 105 t  | マッハ20             | マッハ20             |
| ハイパーハーケン     | 88.6 m | 199 t  | 亜光速（光速に近い） | 亜光速（光速に近い） |
| テトラバスター       | 32 m   | 32 t   |                      |                      |
| 名称                 | 全高   | 重量   | スピード             | 出力                 |
| ジェットイカロス     | 52.8 m | 94 t   | マッハ1              | 260万馬力            |
| ジェットガルーダ     | 60.8 m | 105 t  | マッハ6              | 300万馬力            |
| グレートイカロス     | 77.5 m | 199 t  | マッハ2.5            | 800万馬力            |
| テトラボーイ         | 40 m   | 32 t   | マッハ0.8            |                      |

### 基地・施設
スカイキャンプ
スカイフォースの施設で鳥人戦隊の基地。内部には、司令室やトレーニングジム、ジェットマシン各機を収容している格納庫などがあり、中盤以降は最上部の司令室上に、バードガルーダがまさに鳥のように止まっている。基地内は外観よりも広く、ロボ状態の3大ロボを立たせた状態で整備することも可能。また、コンピューターによる管理が徹底しているためか、ジェットマンの5人と小田切以外の常駐メンバーが登場していない。第41話において、バイオ次元獣隕石ベムに潜入された。
アース・シップ
第1話に登場。地球の衛星軌道上に浮かび、常に監視している地球防衛軍スカイフォースの中枢を成す宇宙基地で、内部には各研究施設が設備されており、Jプロジェクトや兵器開発などの研究が進められていたが、バイラムの攻撃によって破壊され、地上にバードニックウェーブが降り注ぐことになった。

## 次元戦団バイラム
裏次元侵略戦争によって裏次元世界を滅亡させた後、表次元に相当する地球を掌中に治めんと次元を超えて攻めてきた次元戦団。地球人を醜く愚かな者たちと侮蔑し、巨大魔城バイロックを拠点に、地球征服の計画を企てる。
裏次元での戦闘中に女帝ジューザが行方を晦ましたため首領の座は空位であり、残った4大幹部たちはジェットマンを先に倒した者が首領になるというトロイカ体制によるルールの下、半ばゲーム感覚で侵略を開始。しかし、4人の幹部はいずれも自分自身の存在に絶対的な優越感を抱いているプライドの高い性格のため、仲間意識はあれど基本的に信頼関係はなく、足の引っ張り合いで勝機を逃したり、時には1人の失敗を大勢で嘲笑うなど、それらが原因でジェットマンを倒す絶好の機会を逃すこともしばしばあった。それでもそれぞれ実力は互角だったことから辛うじて均衡は保たれていたが、トランザ誕生でパワーバランスが崩れて以降、ラディゲとトランザの露骨なまでの妨害合戦に加え、ラディゲ・マリア・グレイのもつれた感情により、組織は半ば自滅という形で崩壊していった。
一部のキャラクターを除き、身長・体重などの設定はない。
- キャラクターデザインは左右非対称が意識され[85]、幹部は白と黒のモノトーンでまとめられている[86][44]。

裏次元伯爵ラディゲ（）
4幹部の実質的なリーダー格。25歳。残忍かつ冷酷な野心家で、異常なまでに執念深い。人間の情愛などを「愚劣な感情」などと軽んじる一方、マリアに対しては倒錯した感情を抱いていた。
尊大かつ傲岸不遜な性格で、自分の上に立つ者の存在を決して認めず、他者が必死で努力する姿を敵味方関係なく「健気」と皮肉を交えて嘲笑し、相手を見下しきった態度であしらう姿がしばしば見受けられた。ジューザにより記憶を消され、人間の姿にされた際は心優しい好青年となるが、記憶を取り戻した時には何の未練もなく自身を助けた女性・早紀を殺害している。ベロニカのエネルギーを吸収した影響で再び人間の姿になるが、以前とは異なり、記憶は保ったままだった。正体を隠して、竜に味方する形でトランザへの逆襲を成功させる。
目的のためなら手段を選ばない冷徹さと柔軟な判断力が特徴で、ジェットマンを倒すために裏次元人の生き残りや太古の眠りより復活した魔神、ジェットマンの長官である小田切など、バイラム固有の戦力以外の存在をしばしば利用した。ジューザやトランザといった組織内の仇敵を打倒するためにはジェットマンと共闘することさえ辞さなかった。
悪役特有の邪悪な性質を持つ一方、バイラムの戦士としての誇りもあり、トランザによって魔神ロボ・ベロニカに捕らわれた雷太、アコ、香を救い出したり、崖から落ちそうになった竜を助けたこともあった。また、トランザの鼻を明かすためとはいえ、マリアとグレイに協力を要請して共に隕石ベムを作り出した際は、その2人と祝杯を挙げていた。
次元の壁を切り裂くこともできる秘剣ブラディゲートと呼ばれる剣を愛用する。第27話では自身の霊能力を披露したが、ジェットマンを霊界に引きずり込み始末しようとして失敗した際、跳ね返ったダメージによって霊能力を失う。またラディゲとしての姿の他に、凶獣ラディガンなる真の姿を持つ。終盤ではベロニカのエネルギーを吸収し、最終形態のラゲムに変化する力を得た。
執念深さが常軌を逸しており、特に一度屈服させられたトランザへの恨みは凄まじく、幾度となく逆襲を狙った末に第47話ラストにおいて凄まじい報復を行ったが、一生消えない生き地獄を与え続けるために、あえて止めは刺さずにそのまま彼を放置した。
- 名の由来は「肉体の悪魔」の著者・レーモン・ラディゲから。デザインは野口竜が担当。デザインは恐竜や巻貝の化石の要素が取り入れられている。

凶獣ラディガン（）
ラディゲの真の姿。ラディゲは怒りの感情が昂ることでこの形態に変身する。おぞましい怪物の姿をしており、左手に秘剣ブラディゲートが一体化している。口からは衝撃波を放つ。この姿に変身すると敵のあらゆる攻撃を防御する。魔人ロボ・ベロニカの体内でその生体エネルギーを吸収する際にも一瞬だが変身した。
- デザインは野口竜が担当。デザインはラディゲと同様に恐竜の化石の要素が取り入れられている。野口は剥き出しになっているような内臓の部分は、黒が良かったと述べており、右半身の羽根の部分も骨のみを作り、薄い半透明の素材を貼ってほしかったとしている。

ラゲム
魔神ロボ・ベロニカの生体エネルギーを吸収したことにより変身可能となった、ラディガンの強化進化形態にしてラディゲの最終形態である巨大怪獣。両手の爪や舌、噛み付きといった攻撃を行い、最大の特徴は、バードニックセイバーをへし折り、バードメーザーを受けてもびくともせず、ジェットフェニックスをもはね返す高い防御力にある。胸部にはラディガンの顔があり、発声もその部分から行う。
初登場時はラディゲの意思とは無関係に変身したためか、胸部にはラディガンの顔がなく、本能のままに暴れ、グレートイカロスのボディを貫いて勝利した。最終決戦においては、ラディゲがジェットマンの真の力でダメージを受けた後、自らの意思で変身。以前と同じようにジェットマンの各巨大ロボを圧倒するが、リエに付けられた背中の傷が巨大化したことで開いてしまい、その部分が唯一の弱点となる。テトラボーイの攻撃で弱点が発覚した後、傷を隠すためにバイロックを鎧として纏った。
- デザインは野口竜が担当。デザイン画ではラディガンの顔はついていなかった。三角形にくっ付いた脚は膝が曲げられず、歩きにくいものとなっているが、野口がデザイン的にやってみたかったため、無視したという。

ラゲム（第二形態）
ラゲムがバイロックを鎧とする形で融合した姿。唯一の弱点である背中の傷を保護するための姿であるが、バイロックの力でパワーアップも果たした。頭部の球体からは破壊光線や糸状の拘束光線を放ち、両肩からは2つの光輪を放つ。身体から光を発して衝撃波を起こし、それで大量の大岩をぶつける戦法も披露。防御面も強化され、バリヤーの展開が可能となった。触手の一つにはブラディゲードが一体化している。
テトラボーイを拘束した状態から光輪で両腕を切断して機能停止させ、衝撃波からの大岩でジェットイカロスの左腕も破壊するが、竜が操縦するジェットガルーダの右腕からの打撃で鎧を破壊されてしまい、ジェットガルーダに拘束された状態からジェットイカロスのバードニックセイバーで背中の傷をジェットガルーダと一緒に貫かれて最期を迎えた。死の間際、ラディゲは吐血しながら「これで、このラディゲを倒したつもりだろうが、俺の魂は裏次元から永遠に貴様たちを呪い続けるだろう!」という呪詛の言葉を残し、ジェットガルーダもろとも爆散。ラディゲの兜だけが残された。
- スーツは強化前後で頭部を差し替える形となっている。

マリア / 藍 リエ（）
元スカイフォース隊員で、竜の恋人。鳥人戦隊の隊員にも選ばれていたが、バイラム襲撃の際に次元の歪みに吸い込まれてしまい、ラディゲの洗脳を受ける。ただし竜はリエの死亡を確信しており、マリアをリエと同一人物だとは第31話まで知ることはなかった。
かつてのリエはピアノを愛する心優しい女性だったが、洗脳されて以来、烈しい闘争心を持った好戦的な性格へと変貌する。恋人だった竜も倒すべき仇敵としか認識していない。しかしマリアとなってもピアノの腕は全く衰えておらず、その美しい演奏はグレイを惹きつけた。
万能スティック・ネクロッドが武器。リエとしての記憶と人格はすでにないが、洗脳前の記憶が時々フラッシュバックし苦しむ様が見受けられる。
新参の幹部であるため女帝ジューザのことを知らなかった。
ラディゲを貶しながらも、その実力は認めており、ジューザの手で人間に変えられたラディゲが復活した際は喜びの顔を見せ、隕石ベムを用いた作戦ではラディゲに祝福の言葉をかけている。
ラディゲの策略により血のヒトデに寄生されるが、竜の呼び掛けにより血のヒトデから解放され、リエとしての記憶と姿を取り戻す。ただしマリアとして悪事を働いてきた記憶もそのまま残ってしまい、数々の凶行に手を染めてしまった自分を許せなかったため、竜の下にも戻ることができず、せめて自分の人生を踏みにじったラディゲに一矢報いようと、彼の背に恨みを込めてブリンガーソードを突き立てるもラディゲの怒りを買い、即座に返り討ちにされる形で斬られ、竜に自分のことを忘れるように遺言を残して彼の前から去った後、グレイに看取られながら竜を想いつつ涙を流し、息を引き取った。そしてグレイの涙と共に肉体は消滅した。バイラムが壊滅して3年後、香と結婚式を上げる竜の前に幻影の姿で現れ祝福した。
- デザインは野口竜が担当。

グレイ
ロボット幹部。その出生については全く不明。背中に必殺砲グレイギャノンを、腕にはマルチショットガン・ハンドグレイザーを装備している。掌からは衝撃波も放つ。鋼鉄のボディの防御力は高く、パワー・格闘戦にも秀でるなど戦闘力は高い。
ロボットではあるがマリアに恋心を持ったり、ワインと煙草（指に装備された超小型の火炎放射器をライターのように使い火をつける）とクラシック音楽を好むという人間的な面を持ち、バイラムのメンバーでは比較的理性的な性格。ラディゲとは対照的に卑怯な手を使わず、正々堂々の戦いを好む。その一方、第34話では自身と結託した竜（実はアンドロイド）が用済みとなるや銃撃し、バイロック内にてジェットマンと対決するジゴクメドゥーサにグレートイカロスのエネルギーを吸わせ、そのまま自爆するよう指示するといった冷徹な策士としての顔を見せたり、第36話ではクラシック音楽を鑑賞していたところ、笛を吹いて邪魔をしてきたトランに向かってワイングラスを投げつけて激昂するといった気性の荒い一面も見せている。他の幹部たちと違って侵略などの野心をあまり持たず、純粋に強い相手との戦いだけを楽しんでいた節がある。
マリアの奏でるピアノに魅了されてからは彼女に騎士道的な愛を捧げるようになり、何度か自らの身体を盾にマリアを助けた。彼女を救うため、ジェットマンに助力を求めたこともある。マリアからも信頼されるようになったが、自身の想いは最後までマリアには伝わらないまま、その最期を看取り、自身の涙が、マリアの亡骸を光に変えた。
マリア以外の幹部に対しても、第32話と第40話ではラディゲのバイオ次元獣製作に協力し、第11話ではトランの勧めで遊び心を学ぶためにジハンキジゲンを作り出すなど、協調性を見せている。トランザからは他の2人の幹部よりは信用されていた模様。
前述の通り、侵略に関する積極的な野心を持たないため、次元獣・バイオ次元獣を自ら指揮することは少ないが、指揮した次元獣・バイオ次元獣は、ジェットマンを窮地に追い込んでいる。
ブラックコンドル・凱とはライバル関係にあり、何度も一対一の死闘を繰り広げた。終盤には敵味方を超えて互いに戦士として認め合う部分があり、両者の間には奇妙な友情が芽生えていた。
マリアの最期を看取った後、その喪失感から凱との決着を付けようと決意し、同じくラディゲに対し、リエの弔い合戦を挑みに向かった竜を追う凱たちの前に立ちはだかり、凱と最後の一騎討ちを繰り広げた末に胸にブリンガーソードを突き刺され敗北。凱に火を付けてもらった葉巻で最期の一服を嗜みながらマリアのことを想いつつ、静かに機能は停止していった。
- デザインは野口竜が担当。

トラン
超能力を使う少年幹部。9歳。ゲーム感覚で作戦を立案し、相手の被害はおろか、味方の犠牲などですら「ゲームを楽しむためだけの要素」と捉える冷酷な性格。ジェットマンを倒した者が、バイラムの頂点に立つルールも彼の考案によるもの。
腕に装着したキーパッド・メタルトランサーによって発動するサイコキネシスでジェットマンを度々翻弄した。いつもはゴーグルをして顔を隠しているが、サイコキネシス使用時にはゴーグルを展開させて素顔を現す。
年少の子どもであることにある種の劣等感を持っており、他の幹部からそれを蔑まれ、ジェットマンからも子どもゆえに情けをかけられたことでコンプレックスが爆発し、急成長を遂げる。
- デザインは野口竜が担当。デザイン画では髪をディップで上げて逆立てていたが、ヘアセットがうまく行かず実現しなかった。

トランザ
第37話より登場。敵味方両方から子ども扱いされ、フラストレーションが限界に達したトランが怒りによって成人に成長した姿で、帝王を自称する。髪は銀色で、唇は紫色である。能力が急上昇していることに反して精神面はあまり成長しているとは言えず、非常に自己顕示欲が強い。初登場時に竜と剣術勝負、凱とゴルフでのナンパ勝負、挙げ句の果てには雷太と大食い勝負をするなど、どんなことでも相手の上に立たないと気が済まない。好んで自らの権力を誇示したがり、ラディゲに自分の名を「様」付けで呼ぶことを強要したり、自らが建造した魔神ロボ・ベロニカに他の3幹部をわざわざ搭乗させたりした。
性格は尊大かつ自己中心的で、自分の失敗を全く認めないどころか、他の幹部に転嫁するなど、性格の歪みに加速が掛かっている。ラディゲらが生み出したバイオ次元獣・隕石ベムを横取りして自分の作戦に利用しておきながら、隕石ベムがジェットマンに敗れると責任をラディゲらに押しつけたのは、その例である。
サイコキネシスに加え、魔剣ボルトランザによる攻撃力は圧倒的で、初戦では単独でジェットマンと他のバイラム幹部たちを軽く一蹴し、レッドホークのスーツをズタズタにして、竜に深手を負わせた。第47話のみだが幻想世界を作り出す能力も持つようである。右腕のメタルトランサーは自身の武器やグリナム兵の呼び出し、隕石ベムの心臓部を爆破寸前に取り出すなど、少年時より能力がアップしている。また、テストロボットG2とベロニカの単独での建造、レッドホーク以外の4人をオブジェに変えたバイオガンの開発など、技術力も計り知れないものとなっている。
トラン時代は愉快犯的な行動が多く見られたが、成長後はそういった面は影を潜め、地球侵略よりもジェットマンを倒すことに執着するようになった。何度かジェットマンを全滅寸前まで追い込んだが、いずれもラディゲの妨害により失敗に終っている。一度はラディゲを初めとする他幹部を服従させるが、所詮は力のみによる支配であり、誰一人として忠誠を誓う者はなかった。
ベロニカの一件でラディゲが消息を絶つと、組織を完全に掌握したと高をくくるが、バイオガンを用いてのジェットマン狩りの最中、帰還したラディゲの支援を受けたレッドホークの反撃に遭い、スマッシュボンバーで力の根源であったメタルトランサーを破壊されたことにより、剥製化していたブラックコンドルたちも復活してしまい、全員揃ってのファイヤーバズーカの直撃を受けて重傷を負う。さらにラディゲの執拗な追い討ちで心身共に酷く甚振られたことで、脳神経を破壊され、精神崩壊を起こし、一生自分への恐怖心を抱えながら生かすために、敢えて止めを刺されることなく放置された末、身元不明の患者として城東脳神経外科病院に収容される。最後はラディゲの宣言したとおり、彼への恐怖に怯え、発狂して錯乱しながら隔離病棟の奥へと消えていった。
- メインライターの井上は、トランが大人になるという展開は最初から決めていたといい、見せ場を意図した展開であると述べている。広瀬匠の起用も井上のリクエストであったという。一方で、トランザの壮絶な末路は、脚本にはなく演者である広瀬の発案だったという。
- デザインは野口竜が担当。

女帝ジューザ
第17話・第18話に登場。かつて「万物の創造と破壊を司る者」として恐れられ、ラディゲ、グレイ、トランを従え、多くの次元世界を侵略したバイラムの首領。裏次元侵略戦争の際、最後の戦いで戦死したものと思われていたが、実は戦いで受けたダメージを回復させるために休眠していただけで、新たなる活力を得たことで永い眠りから目覚める。究極の破壊獣セミマルを宿し、隕石と共に地球に襲来した。
口から衝撃波、手から結晶ビームを放つ。
ジェットマンを一度は単独で圧倒し、凱の身体を結晶と化すなど実力者であり、ラディゲの謀叛もいとも簡単に退けて見せた。そのラディゲを人間の姿に変えて記憶を消した上で、一度は表次元に追放するが、復活したラディゲの逆襲に遭い、ラディゲの指示を受けたジェットマンのバードブラスター一斉攻撃とホワイトスワンのブリンガーソードで額の結晶を壊されたことで弱体化する。自分の顔を傷つけられたことに激昂し本性を現したが、カリスマ性のなさが災いして、ラディゲ以外の幹部たちや結晶状態から戻ったブラックコンドルからも攻撃され、ファイヤーバズーカで重傷を負う。その場は何とか逃げ延びるが、最終的にバイラムには不要の存在として、ラディゲの手で止めを刺される結末となった。
- デザインは野口竜が担当。

魔獣ジューザ
ジューザが変身した姿。ラディゲが変身したラディガン同様に怪物の姿をしている。
左手から連続で破壊弾を放つ。
- デザインは野口竜が担当。

魔獣セミマル
第23・24話に登場。ジューザが身に宿し、忘れ形見として残していた卵から誕生し、ラディゲに育成された究極の破壊獣。ラディゲ曰く破壊の神。卵は大きく、イラガの繭のような模様をしており、幼体はイモムシのような姿で、成体は背中に翼が生えた悪魔のような外見をしている。人間の苦しみや悲しみを吸って成長し、「その力は一瞬にして大地を割り、天を焦がす」と恐れられる。手から出す念動波であらゆる物を破壊する。初陣であるジェットイカロス戦では評判通りの並外れた戦闘能力を発揮し、バードニックセイバーを叩き折ったうえ、ジェットイカロスの両腕を斬り、戦闘不能にまで追い込んだ。ジェットガルーダとの戦闘でも圧倒するが、ガルーダバーストでダメージを負ったために撤退。グレートイカロスとの戦いでも互角の勝負を展開するが、バードメーザーに敗れる。
- デザインは野口竜が担当。

次元獣（） / バイオ次元獣（）
バイラムの怪人。次元虫に寄生された人間界の物体が怪物化したのが次元獣である。その証拠として体のどこかに次元虫がある。寄生された物体が小型の場合は一律に人間大の次元獣として発生するが、元々人間大より大きな物体が寄生された場合は巨大（元の物体と同等の大きさ）な次元獣として発生する。また、人間大の次元獣も次元虫の能力もしくはメタルトランサーの操作により巨大化することが可能で、通常は一度倒されたあと巨大化再生する。次元虫ごと倒されたために巨大化できなかった次元獣や、戦略により倒されなくても巨大化した次元獣も存在する。名称は「◯◯ジゲン」。バイオ次元虫に寄生された物体は生物の特性も併せ持ったバイオ次元獣となる。名称は「◯◯＋生物名」or「生物名＋◯◯」。巨大化能力については次元獣と変わりない。
次元獣には人語を発し、個性的なキャラクターを持つ者も多かったが、バイオ次元獣にこのようなタイプは少なく、侵略兵器としての性格が色濃くなった。
- 共通ディテールとして、鋭い歯を剥き出しにした口が付いているが、口の位置に口がなくてはいけないということは考えてないという。

次元虫（）
ジェットマンに倒された母虫が残した卵から孵化したもので、大きさは人の掌よりやや大きい程度。さまざまな物体に寄生して次元獣と呼ばれる怪物を発生させるほか、状況に応じて次元獣を巨大化させる能力も持つ。死ぬと跡形もなく消滅する。
- デザインは野口竜が担当。背中の模様は、溶岩を意識している。

次元虫（母虫）（）
第1話に登場。バイラムに使役されている昆虫型の生物。等身大の大きさで人間を捕食して栄養とし数十個の卵を生み落としたが、初戦でジェットマンに深手を負わされ退却。その後も出撃したが、初めてジェットマンが五人揃った戦いで必殺技のバードボンバーによって倒された。
- デザインは野口竜が担当。

バイオ次元虫（）
マリアが次元虫に生物の遺伝子を付加し、強化改造された物。外見的には次元虫と全く異なる。寄生された物体はバイオ次元獣となる。バイオ次元虫は不完全な合成生物であり、繁殖はできない。
- デザインは野口竜が担当。デザインはクモをモチーフにカブトガニのイメージも取り入れられている。

グリナム兵
種のような物体・グリナムの種から生まれるバイラムの戦闘兵。斧のような剣と指から撃つ弾丸を武器とする他、体を蔦状に変化させて相手を捕縛できる。知能はさほど高くないが、人語を話せる他、「強化のために次元虫を付けてもらいたい」と思うなど思考を有する者もいる。第28話では阿部渡が声をあてている。ドライヤージゲンとトランの間を行ったりきたりした一団など、個性的な面もある。一度だけ、女性の体型をしたグリナム兵が登場した。
- デザインは野口竜が担当。

G2
第42話に登場。ベロニカ開発の過程でトランザが試験的に開発したテストロボット。ボディカラーは黄色。想定していたほどの結果が出なかったため、製造早々トランザに欠陥品扱いされ、グリナム兵の訓練用に供せられることになったが逃亡する。その後、地上に迷い出た際に機能停止しかけていたところをグレイに助けられたのをきっかけに彼を慕うが、当のグレイは一時の同情から助けたまでに過ぎず、以降は全く相手にされないでいた。
最後はジェットマンのファイヤーバズーカから身を挺してグレイを守るが、グレイからはその奮闘を気づかれることなく、誰にも看取らぬまま機能停止し爆発する。
- デザインは野口竜が担当。デザインモチーフはデッサン人形。

### バイラムの戦力
魔城バイロック
次元間の狭間に浮かぶバイラムの要塞。次元転移装置を装備しており、これによって表次元と裏次元を自在に航行可能。内部には重力などの物理法則が一切無視された空間が広がっている。
最終回では、ラディゲが表次元に召喚し、ラゲムの鎧として装着した。

魔神ロボ ベロニカ
第44話・第45話に登場。トランザが対グレートイカロス用に開発した生体メカにして巨大ロボ。
テストロボットのG2を経て、完成し、巨大なモノリス状の物体から出現した。ロボットには珍しく相撲のような褌がついている。操縦席には全員が搭乗するが、主操縦はトランザが担当。内部に拘束した人間から吸収した生体エネルギーで動き、武器は斧の付いた形状の大剣とシールドに加え、腹部から放つアンカーや光の翼も搭載。
ジェットマンとは三度に渡って交戦。1戦目ではラディゲが操縦に割り込んだことで生じた隙を突かれ、バードニックセイバーによる反撃を受けてコクピットを破損して撤退。2戦目ではバードメーザーをシールドで受け止め、アンカーでグレートイカロスの腹部を貫き、そこから侵入したトランザの手で雷太、香、アコの3人を捕虜にすることにも成功。3戦目では捕虜たちに加え、ラディゲも生体エネルギーとするが、ラディゲに逆にエネルギーを吸収されて出力が低下し、生体エネルギー要員もジェットマンに全員救出されてしまう。最終的にはバードメーザーのエネルギーにテトラボーイを乗せて突っ込ませる合体技を受けて爆発四散した。
- デザインは雨宮慶太が担当。雨宮はスーツアクターの宮崎剛のためにデザインしており、宮崎の手の芝居を気に入っていたことから指をすべて動かせるようにしている。また、宮崎はジェットイカロス役の日下秀昭との身長差が10センチメートル以上あったため、足は20センチメートルほどの高下駄となっている。

## 三魔神
第30 - 32話に登場。太古の昔より地球に存在し、人間の天敵として生き続けてきた3体の怪物で悪魔的な外見をしている。人類を助ける行動に出るが、それは人類を人間果実という食糧にするため。永い眠りについていたが初めにムーが尖兵として復活し、その後、ラモンとゴーグもラディゲの血で復活。ラディゲはラモンとゴーグを従わせようとしたがバイラムは食糧である人間の敵であるため、拒絶されるもバイオ次元虫を用いて、従わせることに成功した。
ムー
最下級の魔神で両腕に付けた刃が武器。手首は再生可能。
ラモンとゴーグを復活させようと戦士の血を求めて香をさらった。コンドルフィニッシュとファイヤーバズーカで重傷を負った後、ラモンとゴーグのもとへと敗走するが、ゴーグの手で消滅させられる。
- デザインは野口竜が担当。

ラモン
ムーより後に復活した2体の魔神の片割れで剣と牙状の刃が武器。体から触手を出して戦士の血や魔神の遺体を吸収。治癒能力で傷ついた人間を回復させた後、パイナップルに似た形状の人間果実に変え、口から出す管でエキスを吸うことを楽しみとする。
ゴーグがジェットマンに敗れた際、その遺体を吸収して、パワーアップしようとしたところをラディゲによってバイオ次元虫に寄生され、配下にされる。
- デザインは野口竜が担当。目はスーツアクターの目が直接出る形状となっている。

ラモン（合体）
ラモンとゴーグが合体した姿。魔神の力に執着するラディゲがグレイの協力を得て回収したゴーグの遺体をバイロック内に運び、体内にバイオ次元虫を数匹忍ばせて元の位置に戻し、ラモンがその遺体を吸収しようとしたところをバイオ次元虫を寄生合体させ、配下とした。牙や光球といった合体前の双方の武器のほか、両手からの光線を武器とする。
折しもジェットマンは、内部トラブルで凱と香が離脱、さらに魔神の攻撃でマリアがリエに戻るも、ラディゲによって再びマリアになったため、ショックの竜は現実逃避に陥り、空中分解状態だったが、凱の励ましで竜は元に戻り、ジェットマンのウィングガントレッド連続攻撃に敗北。巨大化後は、ハイパーハーケンのハイパー・G・アタックで粉砕された。
- デザインは野口竜が担当。デザイン画では腹部から鳥のような脚が現れるギミックが存在した。

ゴーグ
ラモンと同時に復活した魔神で二又の槍を武器とする。自力で巨大化することが可能。
巨大戦ではジェットイカロスとジェットガルーダを相手に優位な戦いを見せたが、間一髪で完成したテトラボーイが加わって形勢逆転し、ジェットイカロスのテトラバスターで倒される。遺体は、ラモンとラディゲが争っている隙にグレイに持ち去られて、ラディゲにバイオ次元虫を仕掛けられる。
復活した際には「傷ついた戦士に用はない！」と言っていたが、それ以降はほとんどセリフはない。
- デザインは野口竜が担当。目はラモンと同様にスーツアクターの目が直接出る形状となっている。

## キャスト

### レギュラー・準レギュラー
- 天堂竜 / レッドホーク - 田中弘太郎
- 鹿鳴館香 / ホワイトスワン - 岸田里佳
- 大石雷太 / イエローオウル - 成瀬富久
- 早坂アコ / ブルースワロー - 内田さゆり
- 結城凱 / ブラックコンドル - 若松俊秀
- 小田切長官[注釈 51] - 三輝みきこ（第1 - 8,10,11,13 - 17,20 - 25,27 - 37,39 - 41.43 - 51話）
- じいや - 早川雄三（第1,2,4,8,13,19,22,23話）
- ラディゲ - 舘大介
- マリア / 藍リエ[注釈 52] - 丸山真穂
- グレイ[注釈 53] - 日下秀昭（第1 - 42,44 - 50話）
- トラン - 久我未来（第1 - 37話）
- トランザ[注釈 54] - 広瀬匠（第36 - 47話）
- ナレーション - 垂木勉

### 主なゲスト出演者
- 長官 - 松本朝生（第1話）
- 女ディーラー - 松本由香（第2話）
- サングラスの男 - 野村和也（第2話）
- 体育教師 - 稲山玄（第2話）
- 婦警 - 細井正美（第3話）
- 男 - 松山恭尚（第3話）
- 北大路総一郎 - 水橋智（第4話）
- 神父 - 児玉頼信（第4話）
- 中年の男 - 喜多川務（第6話）
- ウエイトレス - 湯川晶子（第6話）
- 女の子 - 飯千隆子（第6話）
- 竜のおばあちゃん - 村田知栄子（第7話）
- 相原江美子 - 野田よしこ（第7話）
- 龍見恭太郎 - 寺杣昌紀（第8話）
- 老夫婦 - 大木史郎、高山千草（第8話）
- サツキ[注釈 55] - 華井すずみ（第9・51話）
- 少年時代の雷太 - 須藤晃（第9話）
- 少女時代のサツキ - 百地千寿（第9話）
- ガードマン - 飯尾英城（第9話）
- 警官 - 平節男（第9話）
- ウエイター - 道脇広行（第9話）
- 龍田三夫 - 入沢宏彰（第10話）
- 母親 - 三瓶奈奈（第10話）
- OL1 - 河岸加奈子（第10話）
- OL2 - 松本恵子（第10話）
- OL3 - 岸川恭子（第10話）
- 女子大生 - 青木克枝（第10話）
- バスの乗客 - 吉田真弓、三川雄三、中村瑞希、益田哲夫、中島実（第12話）
- 運転手 - 蘭紅徹、栗田聖佐晃（第12話）
- カメラマン - 流川修（第13話）
- モデル - 小又奈名子（第13話）
- ギャル - 坂本静華、浜島ちあき、虎谷美津子（第13話）
- ウェイトレス - 山崎明美（第14話）
- テニス少女 - 成田有里恵（第14話）
- キョウコ - 塩原薫（第15話）
- 音楽の先生 - 松原晶代（第15話）
- アコのクラスメイト - 真下琴絵、西島愛（第15話）
- アイドル歌手 - 菊地博（第15話）
- 間吹静子 - 湯原弘美（第16話）
- 間吹周一郎 - 内山森彦（第16話）
- 医師 - 春延朋也（第16話）
- 看護婦 - 鮏川亨代（第16話）
- 漫画家 - 新井ふかし（第16話）
- 主婦 - 二階堂美由紀（第16話）
- 早紀 - 古川りか（第17・18話）
- 医師 - 茂木和範（第18話）
- お手伝い - 松本じゅん（第18話）
- 6才の香 - 小出由華（第19話）
- 女占い師・リリカ - 荒木ひとみ（第19話）
- 作業員 - 今井清也、大内浩司（第19話）
- ミチル - 青木秋美（第20話）
- 咲子 - 長谷川美佳（第20話）
- 晴夫 - 武田涼佑（第20話）
- 神父 - 木村修（第20話）
- 花嫁 - 大内陽子、遠藤さとみ、曽我部天佐子（第20話)
- 幼いアコ - 大藤晶子（第21話）
- 井口 - ドン貫太郎（第21話）
- 男、A - 田中正太郎（第21話）
- 男、B - 野村利之（第21話）
- 女の子 - 柏木友佳（第21話）
- レイ - 石渡譲二（第23・24話）
- カンナ - 前田賀奈子（第23・24話）
- ダン - 藤原秀樹（第23・24話）
- 凱の女友達 - 佐藤亜里、彩田かりな（第23話）
- リーカ[29][102] - 岸田里佳（第26話）
- 原始人 - 山浦栄、泉福之助、渡部るみ（第26話）
- 泰元上人 - 石橋雅史（第27話）
- 老婆 - 花原照子（第27話）
- 少女 - 田原加奈子（第27話）
- 美女 - 三瓶奈奈（第27話）
- お婆ちゃん - 戸川暁子（第28話）
- 床やさん - 外川和彦（第28話）
- ルー - 高木あゆみ（第29話）
- デュラン - 菊池優介（第29話）
- 長老 - 岩城力也（第29話）
- 剣士 - 岡本美登（第30話）
- ボクサー - 仲館剣（第30話）
- 男1 - 中川正義（第30話）
- 男2 - 久野明孝（第30話）
- 作業員 - 石田哲也、鈴木信明（第31話）
- 相沢博士 - 伴直弥（第33話）
- 美加 - 塙紀子（第33話）
- 院長 - 森富士夫（第33話）
- 恵理 - 永松佳奈（第35話）
- お母さん - 寺内よりえ（第35話）
- 女の子 - 宮島育美（第36話）
- 母親 - 武田留美子（第36話）
- ギャル - 北村陽子、香月久美子（第37話）
- 柳 - 浜田治紀（第38話）
- 谷口教授 - 村上幹夫（第38話）
- 女ディーラー - 森下真弓（第39話）
- 一条総司令 - 手塚秀彰（第40・41話）
- J1[注釈 56] - 望月祐多（第40・41話）
- J2[注釈 56] - 笠原竜司（第40・41話）
- J3[注釈 56] - 渡辺実（第40・41話）
- J4[注釈 56] - 宮崎剛（第40・41話）
- J5[注釈 56] - 長門美由樹（第40・41話）
- 香の父 - 桝田徳寿（第43話）
- 香の母 - 五十嵐五十鈴（第43話）
- 凱のガールフレンド - 吉村庸子（第44話）、山口夏海（第44・48話）、工藤めぐみ（第44・48話）
- 幼い雷太 - 田嶋秀任（第46話）
- 雷太のおばあちゃん - 橋本菊子（第46話）
- 医師 - 栗田聖佐晃、中川正義（第47話）
- 警備員 - 山崎之也（第48話）
- ドライバー - 吉成幸一（第48話）
- アコのマネージャー - 東条庄兵（第51話）
- ひったくり犯 - 大藤直樹（第51話）
- 神父 - 新堀和男（第51話）
- 花屋店員 - 鮭川亨子（第51話）

### スーツアクター
ホワイトスワン役の蜂須賀祐一は、第17話撮影中に左頬骨を粉砕骨折する重傷を負い降板。その後、復帰には3年を要した。
- レッドホーク - 新堀和男[105]、前田浩[106]
- ホワイトスワン[出典 59] - 蜂須賀祐一、赤田昌人
- イエローオウル[出典 60] - 石垣広文
- ブルースワロー[108] - 蜂須賀昭二
- ブラックコンドル[109] - 大藤直樹
- グレイ[110][93] - 日下秀昭
- テトラボーイ[111]、ジェットガルーダ[111]、グリナム兵[112] - 竹内康博
- 次元獣[100][注釈 57]、ベロニカ[100] - 宮崎剛
- グリナム兵[112] - 中川素州、福沢博文、林潔、中川清人

## スタッフ
メイン監督には前作まで4年連続担当の長石多可男に代わり、キャラクターデザイナーでもある映画監督・雨宮慶太を起用。雨宮は、先に制作が決まっていた映画『ゼイラム』の撮影のため、第1話・第2話を撮影した後一旦離脱し、第19話から復帰した。また矢島信男に代わり、『ファイブマン』から特撮監督に就いた佛田洋や、当時チーフ助監督として参加し、本作品の終盤にて非公式ながら監督を代行した渡辺勝也などと合わせ世代交代が図られた。東映不思議コメディーシリーズやスケバン刑事シリーズを手掛けていた坂本太郎も本作品でシリーズに初参加した。坂本は、なぜオファーが来たかは知らないが、変わった感じが欲しかったのだろうと述べている。
第30話からは後に平成仮面ライダーシリーズを多く手掛けることとなる白倉伸一郎がプロデューサー補として参加。
世代交代は脚本面にもおよんでおり、メインライターは前作まで9年連続担当の曽田博久に代わり、若手の実力派として台頭してきた井上敏樹が起用されている。井上をメインライターに起用するにあたって、当初テレビ朝日側のプロデューサーから「態度のでかさ」を理由に反対意見が出ており、これを心配した鈴木プロデューサーが「酒を飲んで話せば彼も悪い人間じゃない」と「井上君を囲む会」を開いたという逸話が残されている。この他荒川稔久や荒木憲一、川崎ヒロユキをはじめとするサブライター陣にも、当時若手の脚本家が多数起用された。荒川はシリーズ初参加であったが、井上から変化球を書くよう求められ「戦隊らしさ」を気にする必要がなく書きやすかったと述べている。
このように若手スタッフの起用が目立つ一方で、これまでシリーズに携わってきたスタッフも一部は前作より続投しており、監督の東條昭平、蓑輪雅夫、脚本（サブライター）の藤井邦夫、撮影技師のいのくままさおなどは引き続き本作品を支えることとなった。さらにこれまで長くシリーズを離れていた金田治がパイロット作品にアクションコーディネーターとして携わった他、野口竜もキャラクターデザイナーとして『太陽戦隊サンバルカン』以来10年ぶりに復帰し次元獣をはじめとする個性豊かな敵デザインを手掛けるなど、バラエティに富んだスタッフ編成となっている。
アクション監督を務めた竹田道弘は、アクション面でも変化は試みられたが、当時の合成技術やワイヤーワークの限界などから雨宮の意図に応えられたかは疑問であったと述懐している。
劇中音楽は外山和彦 (KAZZ TOYAMA) が担当。後に第28話に理髪師役でゲスト出演も果たしている。
- プロデューサー - 宇都宮恭三、梶淳（テレビ朝日）・鈴木武幸（東映）
- 原作 - 八手三郎
- 連載 - テレビマガジン、てれびくん、テレビランド
- 脚本 - 井上敏樹、荒木憲一、川崎ヒロユキ、荒川稔久、藤井邦夫、渡辺麻実、八渡直樹、増田貴彦
- 音楽 - KAZZ TOYAMA（第4話までは外山和彦名義）
- アクション監督 - 竹田道弘（ジャパン・アクション・クラブ）
- 監督 - 雨宮慶太、新井清、東條昭平、坂本太郎、蓑輪雅夫
- 撮影 - いのくままさお
- 照明 - 中川勇雄、斎藤久
- 美術 - 山下宏
- キャラクターデザイン - 野口竜、河野成浩[117]、雨宮慶太[注釈 58]
- 造型 - 前沢範
- イラスト - 上遠野恵介（第1, 2話）、竹本のぼる（第10話）
- 録音 - 石川孝
- 編集 - 山口一喜、伊吹勝雄
- 記録 - 栗原節子、國米美子、高山秀子、吉田由香、岡重佳子
- 選曲 - 宮葉勝行
- 効果 - 大泉音映
- アクションコーディネーター - 金田治（第1, 2話のみ）
- 計測 - 黒須健雄
- プロデューサー補 - 白倉伸一郎（第30話より）
- 助監督 - 渡辺勝也、竹本昇
- 操演 - 船越幹雄
- 美粧 - サン・メイク
- 衣裳 - 東京衣裳
- 装飾 - 装美社
- 装置 - 東映美術センター、紀和美建
- 進行主任 - 奈良場稔、室橋忠、後藤田伸幸
- 制作デスク - 岩永恭一郎
- 制作担当 - 藤田佳紀
- 企画協力 - 企画者104
- 資料 - 河野成浩
- 造型製作 - レインボー造型企画
- 視覚効果 - 映画工房
- 現像 - 東映化学
- カースタント - タケシレーシング
- 車輌協力 - MAZDA
- オートバイ協力 - スズキ株式会社
- ビデオ合成 - 東通ecgシステム（前岡良徹、鈴木康夫、佐藤祐宏、大野英樹）
- 撮影協力 - 後楽園ゆうえんち、那須高原・りんどう湖ファミリー牧場、パルテノン多摩
- (株)特撮研究所
  - 操演 - 鈴木昶、尾上克郎
  - 撮影 - 高橋政千
  - 照明 - 林方谷
  - 美術 - 三池敏夫
- 特撮監督 - 佛田洋
- 制作 - テレビ朝日・東映・東映エージエンシー

## 音楽

### 主題歌
『超電子バイオマン』以降、主題歌作曲には歌謡曲畑の作曲家が起用されていたが、本作品ではおもにアニメ・子ども向け番組で活躍していたシンガーソングライターのつのごうじを起用。特にオープニングテーマでは王道ヒーローソングへの回帰を見せることとなった。
主題歌を歌う影山は、「電撃戦隊チェンジマン」（KAGE名義）、「光戦隊マスクマン」に次いでシリーズ3度目の主題歌歌唱。なお、この他本作品では挿入歌を4曲担当している。
オープニングテーマ「鳥人戦隊ジェットマン」
作詞：荒木とよひさ / 作曲・編曲：つのごうじ / 歌：影山ヒロノブ
予告ではインストゥルメンタル版が使用された。番宣CMではアレンジ版のBGMが使用されている。また、後楽園ゆうえんちヒーローショーのCMでもインストゥルメンタル版が使用されている。
主題歌候補として同曲の他に「時を駆けて」（のちに挿入歌として使用）が挙げられていた。東映とテレビ朝日は「時を駆けて」を支持する中、つのと影山、日本コロムビアディレクターの木村裕史は「鳥人戦隊ジェットマン」を推して同曲のレコーディングを強行、プレゼンの結果最終的に同曲が採用されることとなったという逸話がある。
影山は、ヒーローソングはマイナーコードの曲が多いため、メジャーコードの主題歌は新鮮で、絶対に売れると感じたという。
サバン・エンターテイメントの会長ハイム・サバンは、歌詞の中でヒーローの名を何度も連呼する発想を絶賛しており、同社が制作した『パワーレンジャー』の主題歌もタイトル名を連呼するものとなっている。
エンディングテーマ「こころはタマゴ」
作詞：荒木とよひさ / 作曲：つのごうじ / 編曲：山本健司 / 歌：影山ヒロノブ
カノンコードが使用されたバラード曲である。
最終回では1番フルコーラス+2番ハーフ（サビ部分）という構成で使われた。
影山はオープニングよりもこちらの方が気に入っているといい、後年自身のライブなどでも度々歌唱している。
2009年3月6日発売の『「ハヤテのごとく!」キャラクターカバーCD 〜選曲:畑健二郎〜』で西沢歩役の高橋美佳子が、2020年1月29日発売の『SAYAKAVER.2』で佐咲紗花が、それぞれカバーしている。

### 挿入歌
「時を駆けて」（第14・16話）
作詞：荒木とよひさ / 作曲：つのごうじ / 編曲：山本健司 / 歌：影山ヒロノブ
主題歌候補として制作された楽曲。新番組予告および第18・21・25・37話ではインストゥルメンタル版が使用された。
「炎のコンドル」（第20話）
作詞：井上敏樹、そのべかずのり / 作曲：松澤浩明 / 編曲：石田勝範 / 歌：結城凱（若松俊秀）
「ゲームじゃないんだぜ」（第13・19話）
作詞：そのべかずのり / 作曲：柴矢俊彦 / 編曲：KAZZ TOYAMA / 歌：影山ヒロノブ
第38話ではインストゥルメンタル版が使用された。
「大空の誓い」
作詞：安藤芳彦 / 作曲：つのごうじ / 編曲：KAZZ TOYAMA / 歌：森の木児童合唱団
第13話では本曲のメロディが、カメラジゲンの被害者になるモデルの撮影シーンで流れている。
「鳥になろうよ」
作詞：八手三郎 / 作曲：柴矢俊彦 / 編曲：石田勝範 / 歌：副島俊直、SHINES
「悲しきグリナム兵」（第28話）
作詞：そのべかずのり / 作曲・編曲・歌：KAZZ TOYAMA
インストゥルメンタル版と併用して使用された。
「青空で会いましょう」
作詞：安藤芳彦 / 作曲：小杉保夫 / 編曲：KAZZ TOYAMA / 歌：斉藤小百合
「ジェットイカロス 無敵ロボ!」（第12話）
作詞：八手三郎 / 作曲：小杉保夫 / 編曲：石田勝範 / 歌：影山ヒロノブ
第16話および最終話ではインストゥルメンタル版が使用された。
「ジェットガルーダ鳥のロボ」（第36・43話）
作詞：八手三郎 / 作曲・編曲：KAZZ TOYAMA / 歌：影山ヒロノブ
「陽気なアコちゃん」（第10話）
作詞：荒川稔久 / 作曲・編曲：若松俊秀 / 歌：早坂アコ（内田さゆり）、鹿鳴館香（岸田里佳）
作曲は凱役の若松が担当しており、撮影現場で依頼され1日で仕上げたという。
「Bye Bye バレンタイン」（第6話）
作詞：鮎川めぐみ / 作曲：金田一郎 / 編曲：金田一郎 / 歌：PINK SAPPHIRE
「ファラオのように」（第7話）
作詞：デーモン小暮 / 作曲：エース清水 / 編曲：聖飢魔II、松崎雄一 / 歌：聖飢魔II
「愛の魔力」（最終話）
作詞：白峰美津子 / 作曲：上田知華 / 編曲：新川博 / 歌：Lip's

### CD
- 鳥人戦隊ジェットマン 音楽集 (COCC-7464)
- 鳥人戦隊ジェットマン 音楽集II (COCC-7892)
- 鳥人戦隊ジェットマン 音楽集III (COCC-10045)
  - このうち、音楽集Iのみ2007年に「ANIMEX 1200」シリーズとして復刻。
- 鳥人戦隊ジェットマン ヒット曲集」(COCC-7588)
  - 1991年度ゴールドディスク大賞アルバム大賞学芸部門受賞。影山は、ヒーローソングで受賞できたことは意外かつ大きな喜びであったと述べている[119]。
- 鳥人戦隊ジェットマン スーパーアクションサウンド (COCC-9068)
  - 2部構成からなる番外編となるドラマアルバム。同アルバムオリジナルのバイオ次元獣ギロチンコウモリ（声：西尾徳）が、テレビシリーズ前半に登場する主な次元獣を率いてジェットマンと交戦する。3号ロボ・テトラボーイも登場する。
- 鳥人戦隊ジェットマン コンプリートソングコレクション (COCC-14062)
  - 日本コロムビアのあ〜る盤として復刻 (COR-14062)
- 鳥人戦隊ジェットマン ミュージックコレクション (COCC-13978 - 13979)
  - 音楽集I - IIIのハイライト版だが、収録時間の都合上、音楽集IIIに収録されていた「ジェットガルーダ鳥のロボ」のインストゥルメンタル版など、一部の楽曲が未収録となっている。

## 放送日程
| 放送日         | 話数 | サブタイトル       | 登場怪人                                                                                                   | 脚本                  | アクションコーディネーター | アクション監督 | 監督     |
| -------------- | ---- | ------------------ | --- | --------------------- | -------------------------- | -------------- | -------- |
| 1991年02月15日 | 1    | 戦士を探せ         | - 次元虫（母虫）                                                                                           | 井上敏樹              | 金田治                     | 竹田道弘       | 雨宮慶太 |
| 2月22日        | 2    | 第三の戦士         | - ファイタージゲン - 次元虫（母虫）                                                                        | 井上敏樹              | 金田治                     | 竹田道弘       | 雨宮慶太 |
| 3月01日        | 3    | 五つの力!          | - ジャグチジゲン                                                                                           | 井上敏樹              |                            | 竹田道弘       | 新井清   |
| 3月08日        | 4    | 戦う花嫁           | - ロードジゲン                                                                                             | 井上敏樹              |                            | 竹田道弘       | 新井清   |
| 3月15日        | 5    | 俺に惚れろ         | - ロードジゲン                                                                                             | 井上敏樹              | 東條昭平                   | 竹田道弘       |          |
| 3月22日        | 6    | 怒れロボ!          | - ハウスジゲン - 凶獣ラディガン                                                                            | 井上敏樹              | 東條昭平                   | 竹田道弘       |          |
| 3月29日        | 7    | 竜の結婚!?         | - カガミジゲン（声 - 桑原たけし）                                                                          | 井上敏樹              | 坂本太郎                   | 竹田道弘       |          |
| 4月05日        | 8    | 笑うダイヤ         | - ダイヤジゲン                                                                                             | 荒木憲一              | 坂本太郎                   | 竹田道弘       |          |
| 4月12日        | 9    | 泥んこの恋         | - ファッションジゲン（声 - 依田英助）                                                                      | 川崎ヒロユキ          | 蓑輪雅夫                   | 竹田道弘       |          |
| 4月19日        | 10   | カップめん         | - ヌードルジゲン（ゴッドラーメン）（声 - 神山卓三）                                                        | 荒川稔久              | 蓑輪雅夫                   | 竹田道弘       |          |
| 4月26日        | 11   | 危険な遊び         | - ジハンキジゲン（声 - 梅津秀行）                                                                          | 藤井邦夫              | 東條昭平                   | 竹田道弘       |          |
| 5月03日        | 12   | 地獄行バス         | - バスジゲン                                                                                               | 井上敏樹              | 東條昭平                   | 竹田道弘       |          |
| 5月10日        | 13   | 愛の迷路           | - カメラジゲン（声 - 梅津秀行）                                                                            | 井上敏樹              | 蓑輪雅夫                   | 竹田道弘       |          |
| 5月17日        | 14   | 愛の必殺砲         | - カメラジゲン（声 - 梅津秀行）                                                                            | 井上敏樹              | 蓑輪雅夫                   | 竹田道弘       |          |
| 5月24日        | 15   | 高校生戦士         | - ボイスジゲン（声 - 西尾徳）                                                                              | 渡辺麻実              | 新井清                     | 竹田道弘       |          |
| 5月31日        | 16   | 紙々の叛乱         | - カミジゲン                                                                                               | 荒木憲一              | 新井清                     | 竹田道弘       |          |
| 6月07日        | 17   | 復活の女帝         | - 女帝ジューザ（演 - 高都幸子）                                                                            | 井上敏樹              | 坂本太郎                   | 竹田道弘       |          |
| 6月14日        | 18   | 凱、死す!          | - 女帝ジューザ＝魔獣ジューザ                                                                               | 井上敏樹              | 坂本太郎                   | 竹田道弘       |          |
| 6月21日        | 19   | 見えます!          | - ウラナイジゲン（演 - 荒木ひとみ、声 - 土井美加） - 死神                                                  | 荒川稔久              | 雨宮慶太                   | 竹田道弘       |          |
| 6月28日        | 20   | 結婚掃除機         | - ソウジキジゲン（声 - 山口健）                                                                            | 荒木憲一              | 雨宮慶太                   | 竹田道弘       |          |
| 7月05日        | 21   | 歩くゴミ           | - ゴミジゲン（プータン）（声 - 松本梨香）                                                                  | 荒木憲一              | 東條昭平                   | 竹田道弘       |          |
| 7月12日        | 22   | 爆発する恋         | - 魔獣セミマル                                                                                             | 井上敏樹              | 東條昭平                   | 竹田道弘       |          |
| 7月19日        | 23   | 新戦隊登場         | - 魔獣セミマル                                                                                             | 井上敏樹              | 雨宮慶太                   | 竹田道弘       |          |
| 7月26日        | 24   | 出撃超ロボ         | - 魔獣セミマル                                                                                             | 井上敏樹              | 雨宮慶太                   | 竹田道弘       |          |
| 8月02日        | 25   | 笑う影人間         | - ライトアルマジロ - 影ジェットマン - 影人間                                                               | 荒木憲一              | 蓑輪雅夫                   | 竹田道弘       |          |
| 8月09日        | 26   | 僕は原始人         | - ジクウマンモス（声 - 神山卓三）                                                                          | 荒川稔久              | 蓑輪雅夫                   | 竹田道弘       |          |
| 8月16日        | 27   | 魔界大脱出         | - 亡霊次元獣軍団 - 妖怪                                                                                    | 荒木憲一              | 東條昭平                   | 竹田道弘       |          |
| 8月23日        | 28   | 元祖次元獣         | - ドライヤージゲン（声 - 梅津秀行）                                                                        | 荒川稔久              | 東條昭平                   | 竹田道弘       |          |
| 8月30日        | 29   | 最後の戦い         | - ヨロイスネーク                                                                                           | - 渡辺麻実 - 八渡直樹 | 東條昭平                   | 竹田道弘       |          |
| 9月06日        | 30   | 三魔神起つ         | - 魔神ムー（声 - 河合義雄） - 魔神ラモン（声 - 丸山詠二） - 魔神ゴーグ（声 - 桑原たけし） - 凶獣ラディガン | 井上敏樹              | 蓑輪雅夫                   | 竹田道弘       |          |
| 9月13日        | 31   | 戦隊解散!          | - 魔神ラモン（合体ラモン） - 魔神ゴーグ                                                                    | 井上敏樹              | 蓑輪雅夫                   | 竹田道弘       |          |
| 9月20日        | 32   | 翼よ! 再び         | - 魔神ラモン（合体ラモン） - 魔神ゴーグ                                                                    | 井上敏樹              | 雨宮慶太                   | 竹田道弘       |          |
| 9月27日        | 33   | ゴキブリだ         | - 粘着ゴキブリ（声 - 桑原たけし）                                                                          | 荒木憲一              | 雨宮慶太                   | 竹田道弘       |          |
| 10月04日       | 34   | 裏切りの竜         | - 異次元生命体ジゴクメドゥーサ                                                                             | 荒川稔久              | 東條昭平                   | 竹田道弘       |          |
| 10月11日       | 35   | 鳩がくれた戦う勇気 | - 毒ガスネズミ                                                                                             | 荒木憲一              | 東條昭平                   | 竹田道弘       |          |
| 10月18日       | 36   | 歩く食欲! アリ人間 | - アリバズーカ（声 - 西尾徳） - アリ人間                                                                   | 井上敏樹              | 雨宮慶太                   | 竹田道弘       |          |
| 10月25日       | 37   | 誕生! 帝王トランザ | - ギョライピラニア                                                                                         | 井上敏樹              | 雨宮慶太                   | 竹田道弘       |          |
| 11月01日       | 38   | いきなりハンマー!  | - レーザートカゲ（声 - 西尾徳） - ハンマーカメレオン                                                       | 増田貴彦              | 蓑輪雅夫                   | 竹田道弘       |          |
| 11月08日       | 39   | 廻せ命のルーレット | - スナイパーキャット（声 - 岸野一彦）                                                                      | 荒川稔久              | 蓑輪雅夫                   | 竹田道弘       |          |
| 11月15日       | 40   | 命令! 戦隊交代せよ | - 隕石ベム                                                                                                 | 荒木憲一              | 東條昭平                   | 竹田道弘       |          |
| 11月22日       | 41   | 変身不能! 基地壊滅 | - 隕石ベム                                                                                                 | 荒木憲一              | 東條昭平                   | 竹田道弘       |          |
| 11月29日       | 42   | おれの胸で眠れ!    | - 試作ロボットG2（声 - むたあきこ）                                                                        | 井上敏樹              | 蓑輪雅夫                   | 竹田道弘       |          |
| 12月06日       | 43   | 長官の体に潜入せよ | - ヒルドリル - 魔神ロボ ベロニカ                                                                           | 井上敏樹              | 蓑輪雅夫                   | 竹田道弘       |          |
| 12月13日       | 44   | 魔神ロボ! ベロニカ | - 魔神ロボ ベロニカ                                                                                        | 井上敏樹              | 雨宮慶太                   | 竹田道弘       |          |
| 12月20日       | 45   | 勝利のホットミルク | - 魔神ロボ ベロニカ                                                                                        | 井上敏樹              | 雨宮慶太                   | 竹田道弘       |          |
| 1992年01月10日 | 46   | トマト畑の大魔王   | - 異次元生命体メタモル＝トマト大王（声 - 横井弦之助）                                                      | 荒木憲一              | 東條昭平                   | 竹田道弘       |          |
| 1月17日        | 47   | 帝王トランザの栄光 | - 帝王トランザ                                                                                             | 井上敏樹              | 東條昭平                   | 竹田道弘       |          |
| 1月24日        | 48   | 死を呼ぶくちづけ   | - 獣化マリア - 血のヒトデ - ラゲム                                                                         | 井上敏樹              | 蓑輪雅夫                   | 竹田道弘       |          |
| 1月31日        | 49   | マリア…その愛と死  | - 獣化マリア - 血のヒトデ                                                                                  | 井上敏樹              | 蓑輪雅夫                   | 竹田道弘       |          |
| 2月07日        | 50   | それぞれの死闘     | - グレイ - ラゲム                                                                                          | 井上敏樹              | 雨宮慶太                   | 竹田道弘       |          |
| 2月14日        | 51   | はばたけ! 鳥人よ   | - ラゲム                                                                                                   | 井上敏樹              | 雨宮慶太                   | 竹田道弘       |          |

## 評価
以上に見られるような多数のチャレンジは多くの反響を呼んだ。梶によると、同業者からは驚きとともに心配する声も届いたが、当時はギリギリ批判が来なかったという。また、鈴木は本作品について、苦労したがシリーズに活を入れることには成功したと評している。
業界外からは、制作側に同人誌を送付するなど、子供以外の視聴者からの反応もあった。特に母親層の間では結城凱 / ブラックコンドルの人気が高く、「凱が死ぬのではないか」と予想したファンからの助命嘆願の手紙が多く届いた。凱の死は企画当初から決められていたものだったが、こうした反響に一時はスタッフも彼の生存を検討したという。結局、作中では凱の生死は明確に描写されなかった。凱役の若松俊秀によれば、関係者らはこうした反響が来ること自体が珍しいと述べていたという。メインライターの井上も、内容について批判的な投書が出たことも「それだけ話題になったのだろう」と述べている。

## 放映ネット局
特記のない局はすべてテレビ朝日系列
- 関東広域圏：ANB（現：EX） テレビ朝日 ※キーステーション
- 北海道：HTB 北海道テレビ
- 青森県：RAB 青森放送（日本テレビ系列、1991年2月 - 9月）
  - →ABA 青森朝日放送（1991年10月 - 1992年2月）
- 岩手県：IBC 岩手放送（現：IBC岩手放送）（TBS系列）
- 宮城県：KHB 東日本放送
- 秋田県：ABS 秋田放送（日本テレビ系列）
- 山形県：YBC 山形放送（日本テレビ系列）
- 福島県：KFB 福島放送
- 新潟県：NT21（現：UX） 新潟テレビ21
- 富山県：KNB 北日本放送（日本テレビ系列）
- 石川県：HAB 北陸朝日放送（1991年10月 - 1992年2月[注釈 62]）
- 福井県：FTB 福井テレビ（フジテレビ系列）
- 山梨県：YBS 山梨放送（日本テレビ系列）
- 長野県：TSB テレビ信州（日本テレビ系列・テレビ朝日系列クロスネット、1991年2月 - 3月）
  - →ABN（現・abn） 長野朝日放送（1991年4月[124] - 1992年2月）
- 静岡県：SKT 静岡けんみんテレビ（現：SATV 静岡朝日テレビ）
- 愛知県・中京広域圏：NBN 名古屋テレビ（現愛称・メ～テレ）
- 大阪府・近畿広域圏：ABC 朝日放送（現：朝日放送テレビ）
- 鳥取県・島根県：TSK 山陰中央テレビ（フジテレビ系列）
- 広島県：HOME 広島ホームテレビ
- 山口県：TYS（現：tys） テレビ山口（TBS系列）
- 徳島県：JRT 四国放送（日本テレビ系列）
- 香川県・岡山県：KSB 瀬戸内海放送
- 愛媛県：EBC テレビ愛媛（フジテレビ系列）
- 高知県：KUTV テレビ高知（TBS系列）
- 福岡県：KBC 九州朝日放送
- 長崎県：ncc 長崎文化放送
- 熊本県：KAB 熊本朝日放送
- 大分県：OBS 大分放送（TBS系列）
- 宮崎県：MRT（現：mrt） 宮崎放送（TBS系列）
- 鹿児島県：KKB 鹿児島放送
- 沖縄県：RBC 琉球放送（TBS系列）

## 他媒体展開

### 映像ソフト化
いずれも発売元は東映ビデオ（後述のオリジナルビデオも含む）。それまでのスーパー戦隊シリーズのビデオは、『電子戦隊デンジマン』を除いて全話収録ではない、もしくはテレビシリーズのビデオが未発売というパターンが多かったが、本作品より全話収録のビデオのリリースが定着し、以降『魔法戦隊マジレンジャー』まで継続されることとなる。
- ビデオ（VHS、セル・レンタル共通）は、1992年4月から1993年2月にかけて全11巻（各巻5話（10・11巻のみ3話）収録）がリリースされた。巻末特典として、8巻に主題歌のカラオケ映像が、9 - 11巻に「ジェットマン体操」の振付映像[注釈 63]（振付：ラッキィ池田）がそれぞれ収録されている。また各巻の最後に収録されている、次巻収録分の次回予告のうち第1巻収録分のものは、1992年2月にリリースされた『電子戦隊デンジマン』のビデオ（VHS、セル・レンタル共通）第18巻（最終巻）に収録されている。
- 本作品の第1話から第6話（第4話を除く）と、前作『地球戦隊ファイブマン』第47話・最終話の再編集版が収録されたHEROクラブのビデオ『スーパー戦隊スペシャルレポート 誕生!鳥人戦隊ジェットマン』がリリースされている。内容はファイブマンからジェットマンへの引き継ぎを兼ねたものとなっている。HEROクラブからはこれ以外にも、テレビシリーズを再編集したビデオが2巻リリースされている。
- DVDは2005年6月21日から10月21日にかけて、全5巻が発売された[125]。各巻2枚組・10話（Vol.4のみ11話）収録。全話ともVHS版のマスターからの流用収録である都合上、次回予告は本放送で使用されたのとは違い、番宣CMのバージョンを使用。最終巻の特典映像に収録されている第1話の予告も同様である。DVDの戦士のパッケージ順は名乗り順ではなくOPの並び順である。2022年5月11日には放送終了30周年記念として、全2巻（各巻5枚組・Vol.1は25話、Vol.2は26話収録）のコレクション版が発売された。

### 他テレビシリーズ
『未来戦隊タイムレンジャー』
第51話として放送された特別総集編「スーパー戦隊大集合」に登場。タイムレンジャー5人がタイムジェットで本作品の時代を見に来たという設定で、本作品の映像が流用されている。
『海賊戦隊ゴーカイジャー』
第28話にて凱 / ブラックコンドルが登場。
『非公認戦隊アキバレンジャー』
第1期第6話にレッドホークのみ、第2期の第1話に変身後のメンバー全員が登場。また、第2期第6話には次元獣をオマージュした怪人ユルキャラジゲンが登場している。
『機界戦隊ゼンカイジャー』
第18話（第18カイ!）にて、ジェットマンのギアを使用し、本作品第51話の一部のシーンを再現したシーンが放映された。

### 映画作品
『スーパー戦隊ワールド』
1994年公開の3D映画で、ジェットマンおよびジェットイカロス、グリナム兵が登場。
『ゴーカイジャー ゴセイジャー スーパー戦隊199ヒーロー大決戦』
ジェットイカロス / イカロスハーケンが登場。
『海賊戦隊ゴーカイジャー THE MOVIE 空飛ぶ幽霊船』
グリナム兵が登場。
『仮面ライダー×スーパー戦隊 スーパーヒーロー大戦』
ジェットマンの5人が登場。
『仮面ライダー×スーパー戦隊×宇宙刑事 スーパーヒーロー大戦Z』
レッドホークが登場。
『仮面ライダー×スーパー戦隊 超スーパーヒーロー大戦』
イエローオウルが登場。
『機界戦隊ゼンカイジャー THE MOVIE 赤い戦い! オール戦隊大集会!!』
『機界戦隊ゼンカイジャー』の劇場作品。レッドホークが登場。

### オリジナルビデオ
『東映テレビヒーロー図鑑Vol.2 鳥人戦隊ジェットマン』
1993年10月にVHS・LDとして同時リリースされ、DVDのVol.5にも特典映像として収録された。本編時間60分。
内容は新規撮影部分を交えたテレビシリーズの総集編であり、テレビシリーズの最終回から数年後、結婚して家庭を持った竜と香がアルバムを見ながら、ジェットマンとして戦っていた当時を振り返るという構成となっている。新規撮影部分はビデオ撮影で行われた。

『百獣戦隊ガオレンジャーVSスーパー戦隊』
『百獣戦隊ガオレンジャー』のスーパー戦隊Vシネマ作品で、レッドホークとジェットホークが登場。

### 小説・漫画
小説『ジェットマン』（著：井上敏樹）
1992年2月から1995年3月にかけて、小学館スーパークエスト文庫より全3巻が発売された（現在絶版）他、後年電子書籍での販売も行われている。
内容としてはテレビシリーズを下敷きにしつつも、後述の通りテレビシリーズとはまた異なる形で登場人物の側面を掘り下げるなど、よりドラマ要素の濃いものとなっている。
1. 俺に惚れろ
2. 爆発する恋
3. 俺の胸で眠れ

登場人物は主にジェットマンとバイラムの幹部陣で、裏次元の人々や魔神などは出てこない。またバイラムのメンバーでも次元獣やグリナム兵は出てこないが、代わりにラディゲの血のしずくから生み出された多頭の目のない蛇のような怪物や、グレイの操る機械たちが集まって生まれた金属の樹木などが登場する。
ラディゲとマリア、凱と香の性行為を示唆する描写がある他、各キャラクターの性格もいわゆる負の面を強調された描写がなされている。各キャラクターの設定の違いについては、#登場人物の節も参照。
漫画『鳥人戦隊ジェットマン 時を駆けて』（作画：ふじいあきこ）
放送当時出版されていたアニメ・特撮情報誌「B-CLUB」にて連載。1996年8月にメディアワークスより全1巻の単行本として発売された（現在絶版）。
テレビシリーズのラストから、さらに数年後の話を描いた続編であるが、公式に続編として位置づけられているわけではなく、前出の総集編ビデオにおける新撮映像の内容と異なる設定も見受けられる。
トランザの体を利用して復活したラディゲとの戦いに身を投じることになったジェットマンを描く。ブラックコンドル＝凱に代わるキャラクターとしてグリーンイーグルに変身するジェフ（ジェフリィ・剣崎）という青年が加入する。また同作品に登場するジェットマンは、各自の表情が分かるように、ヘルメットの顔の部分が透けて見えるようデザインが変えられている。

### ゲーム
『鳥人戦隊ジェットマン』
1991年12月21日、エンジェルから発売されたファミリーコンピュータ用ソフト。開発はナツメで、ジャンルはアクションゲーム。
全6ステージからなっており、第1 - 5ステージは好きな順番でプレイ可能。キャラクターも5人の中から好きな戦士を選べる。ただし選んだ戦士がステージでやられてしまうと、そのステージをクリアするまでは、その戦士は使用不可となる。5ステージともクリアすると、最終ステージが始まる。最終ボスは魔獣セミマルであり、ラディゲら幹部は一切登場しない。

## CS放送・ネット配信
CS放送
- 東映チャンネル
  - 1998年7月 - 1999年5月（「GO! GO! ヒーローズ」枠）
  - 2007年11月 - 2008年5月
  - 2010年4月 - 10月

ネット配信
- 東映特撮 YouTube Official
  - 2012年1月23日 - 7月15日
  - 2014年12月7日 - 2015年6月7日
  - 2021年9月9日 - 2022年3月3日[注釈 66]

## 備考
- 本作品より、バンダイの関連商品のCMが一部を除き、フィルム撮影からビデオ撮影に移行した。
- 番組終了から3年後の1995年3月21日に放送された、シリーズ20周年記念特番『不滅の戦隊ヒーロー大全集』（関東ローカル・関西ローカル、17:00 - 18:00）では、本作品より若松俊秀が「戦隊OBチーム」の一人として参加（他は宮内洋と小牧リサ）、番組内では、「『鳥人戦隊ジェットマン』第28話に登場した次元獣『ドライヤージゲン』は、その後どうなったか?」（答：床屋に転業した）というクイズが出題されたり、第45話「勝利のホットミルク」の竜と凱の会話シーンが若松の前で映された。ドライヤージゲンのエピソードは、これより前にTBS系列で放送された『TVジェネレーション』のラストコーナー「おはがきプレイバック」でも、視聴者からの投稿により放送された。
- 小学館てれびくん編集部発行のムックシリーズ超全集は、本作品よりスーパー戦隊シリーズでの単独作品の展開がスタートした[127]。先行する『仮面ライダーBLACK・RX超全集』や『特警ウインスペクター超全集』では番組終盤の内容は収録されていなかったが、『ジェットマン超全集』以降の単独作品の超全集は最終回まで収録した内容となった[127]。